# Biserica reformată din Stejeriș

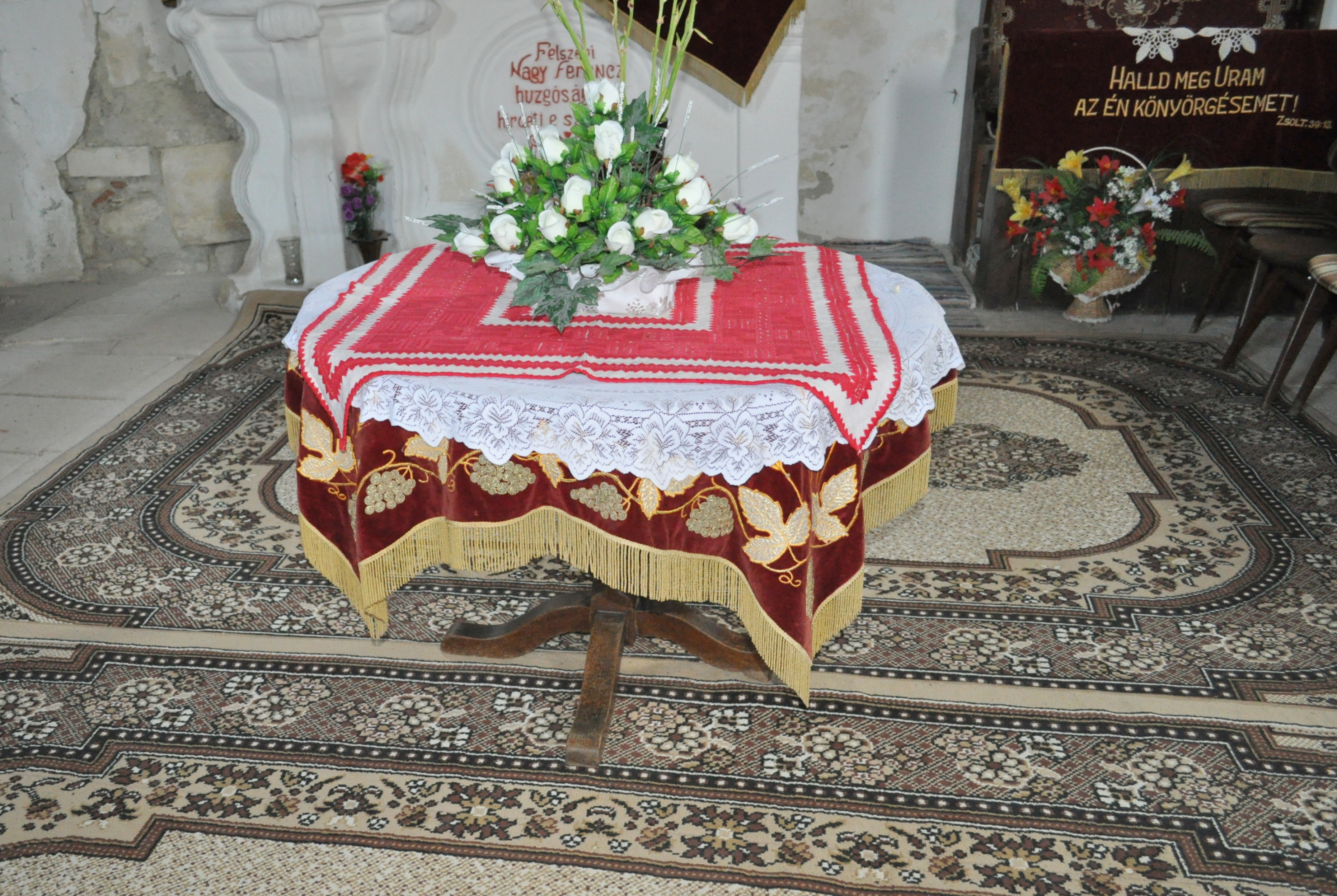
Masa Domnului

Biserica reformată din Stejeriș (Cârcedea) este un monument istoric aflat pe teritoriul satului Stejeriș; comuna Moldovenești

## Localitatea
Stejeriș (în trecut Cârcedea; în maghiară Kercsed) este un sat în comuna Moldovenești din județul Cluj, Transilvania, România. Prima menționare documentară este din anul 1291.
Până în anul 1876 a aparținut Scaunului Secuiesc al Arieșului.

## Biserica
Satul a avut o biserică parohială construită în 1332, care a fost ridicată pe o fundație circulară. Biserica a fost incendiată de lobonți în anul 1703, în timpul Răscoalei lui Rákóczi. A fost reconstruită în anul 1714. Turnul bisericii a fost construit în 1726. Biserica a fost renovată în anul 1783, iar în 1861 sala a fost extinsă. Tavanul cu casete de lemn pictate a fost realizat în anii 1782-1783.

## Vezi și
- Stejeriș, Cluj

## Imagini din exterior

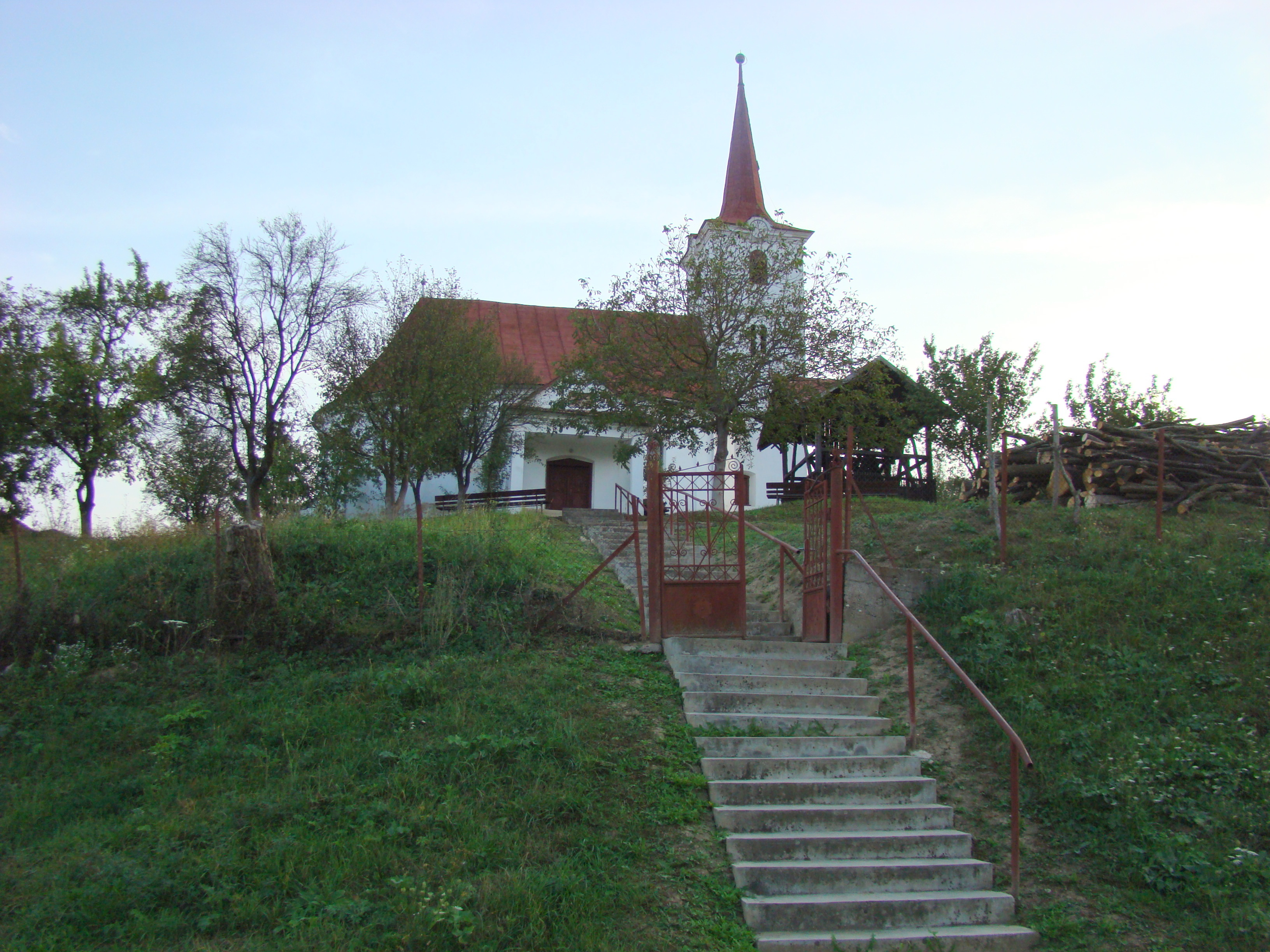
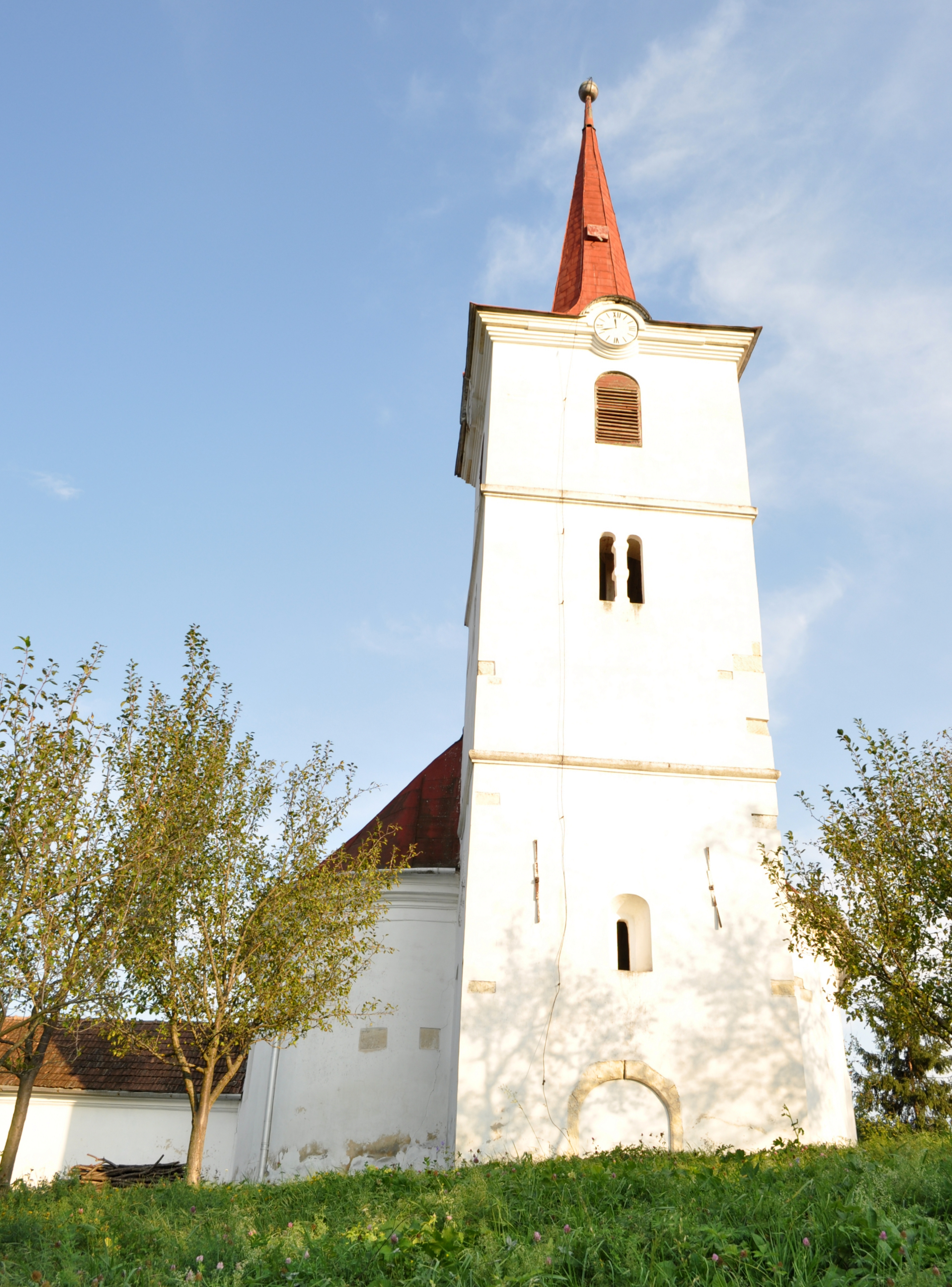
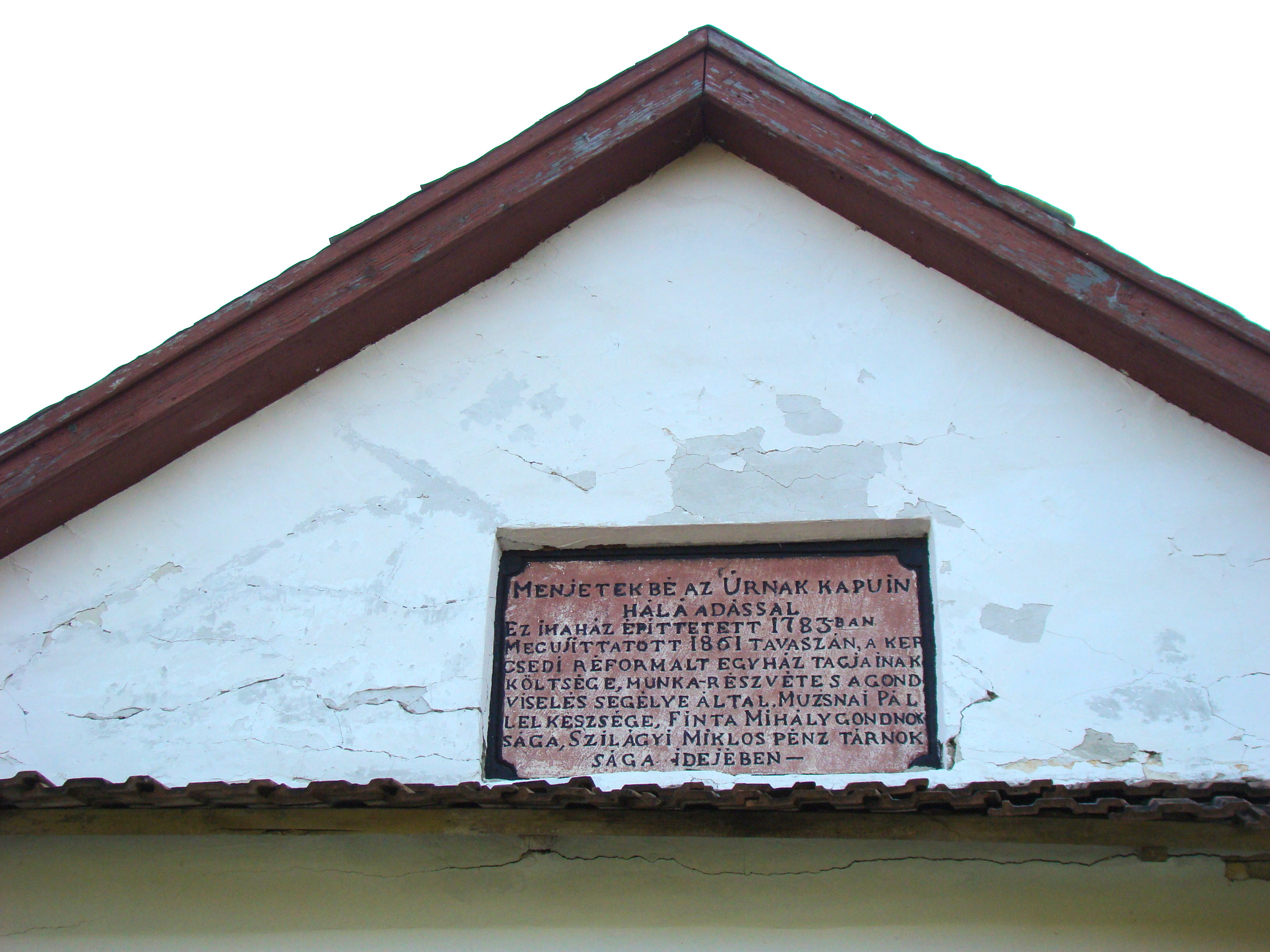
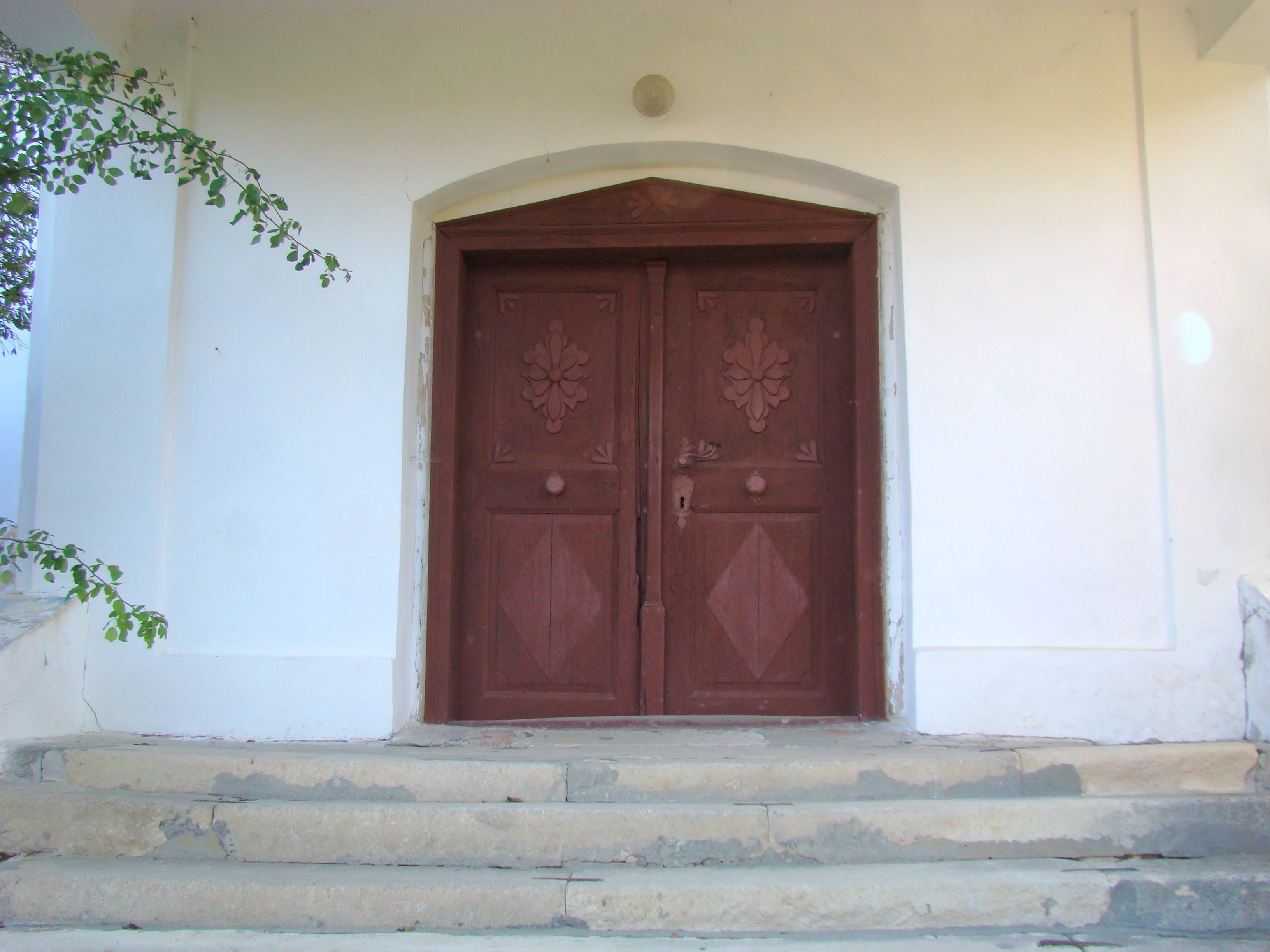
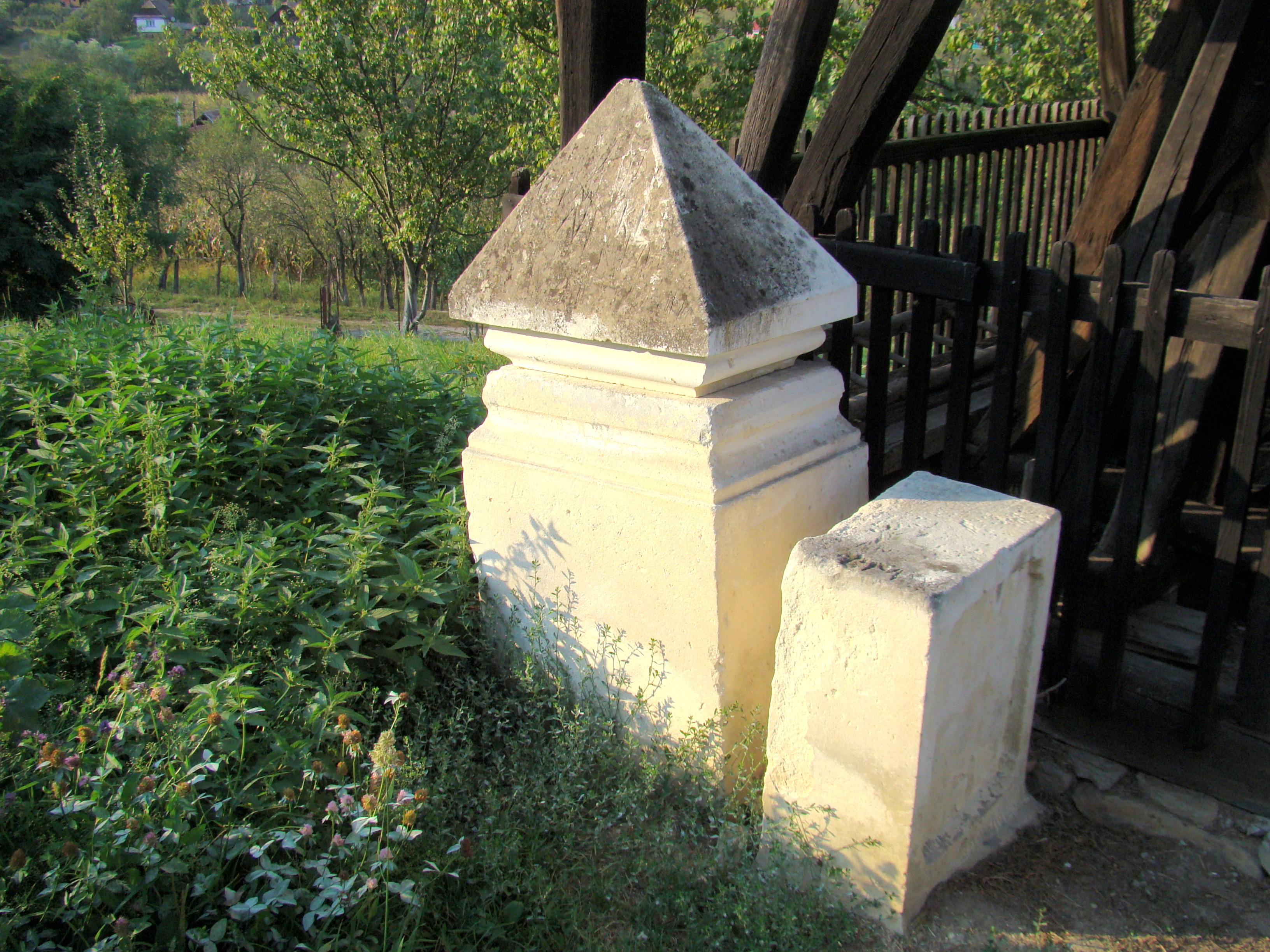
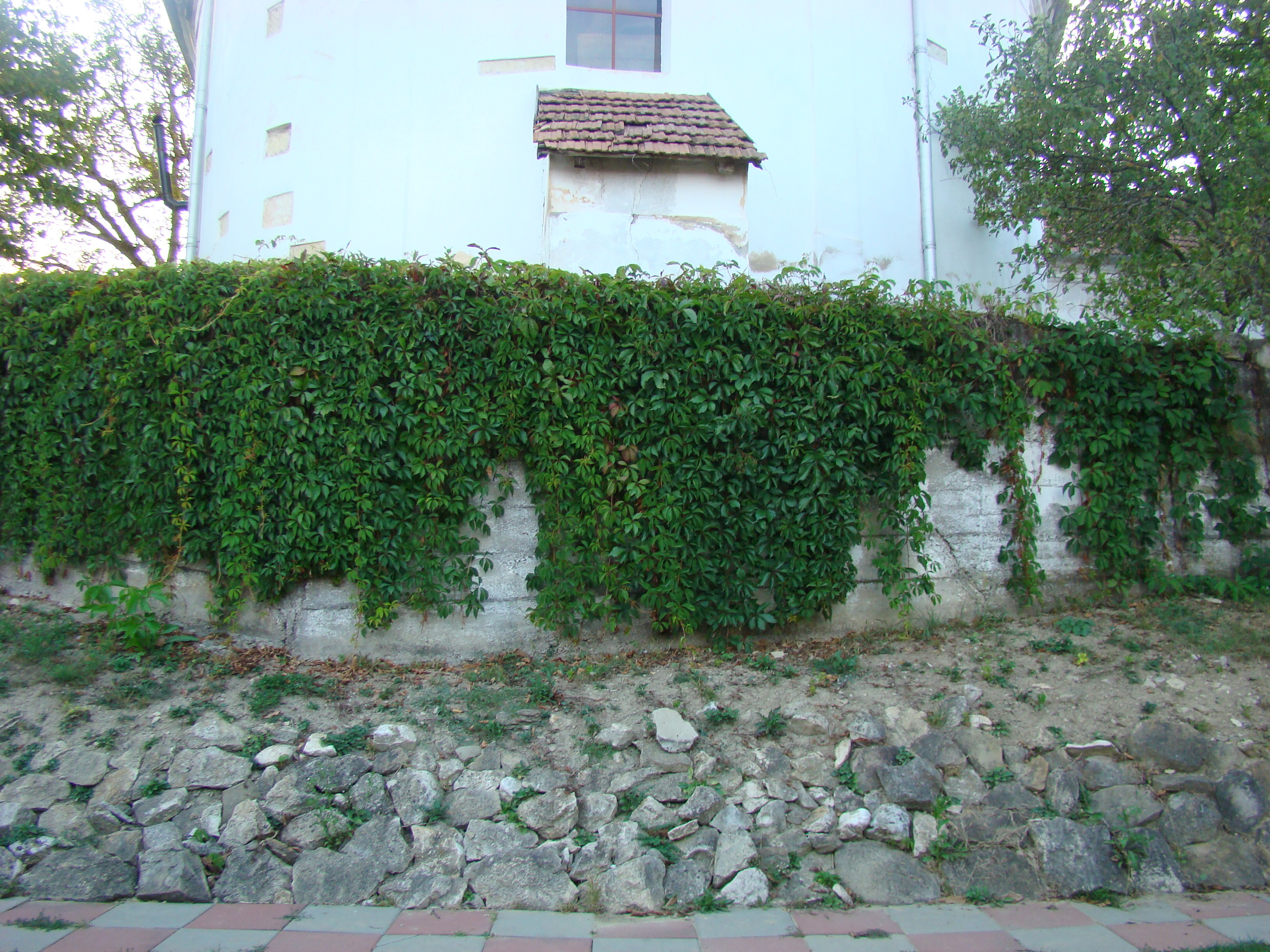
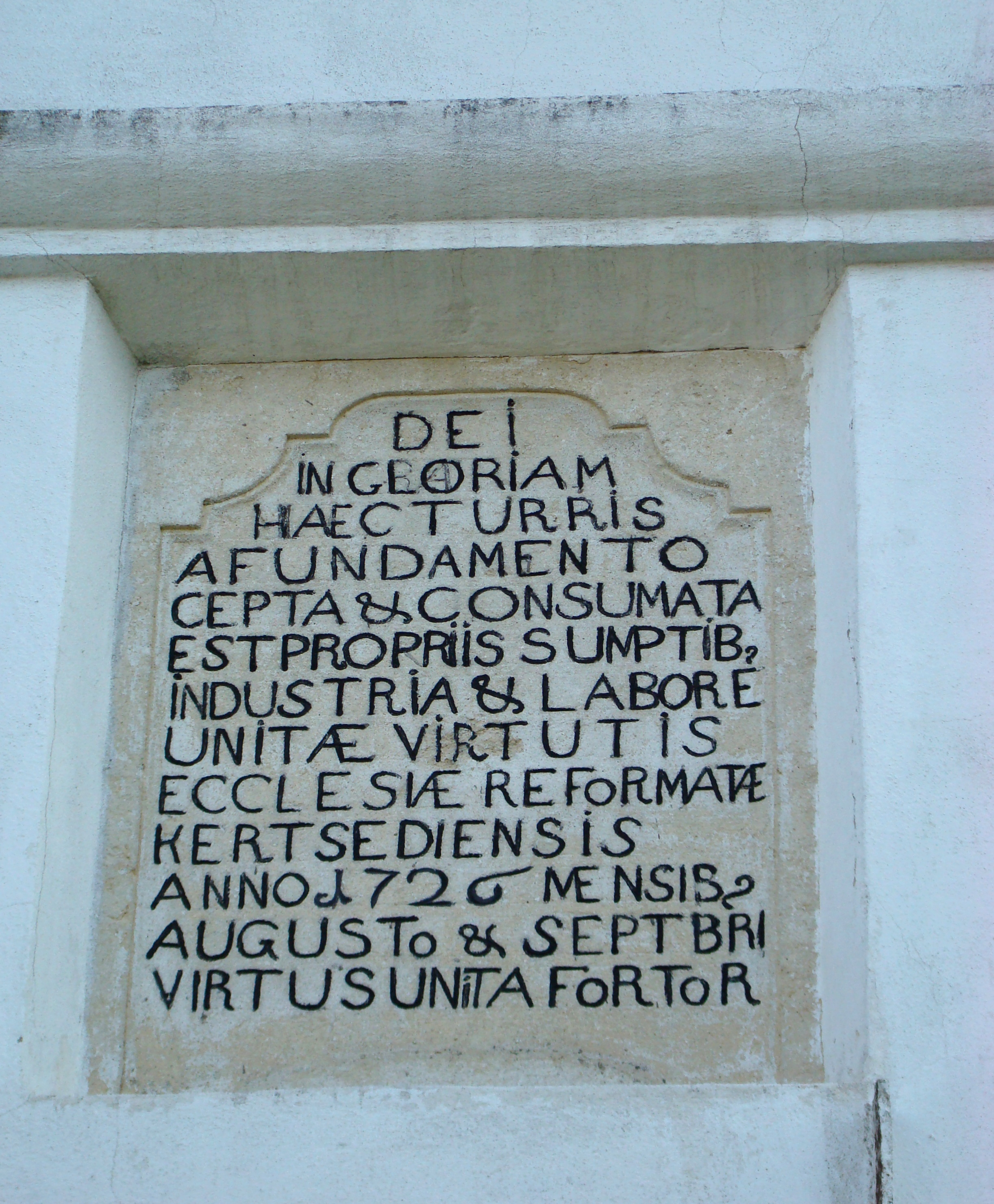
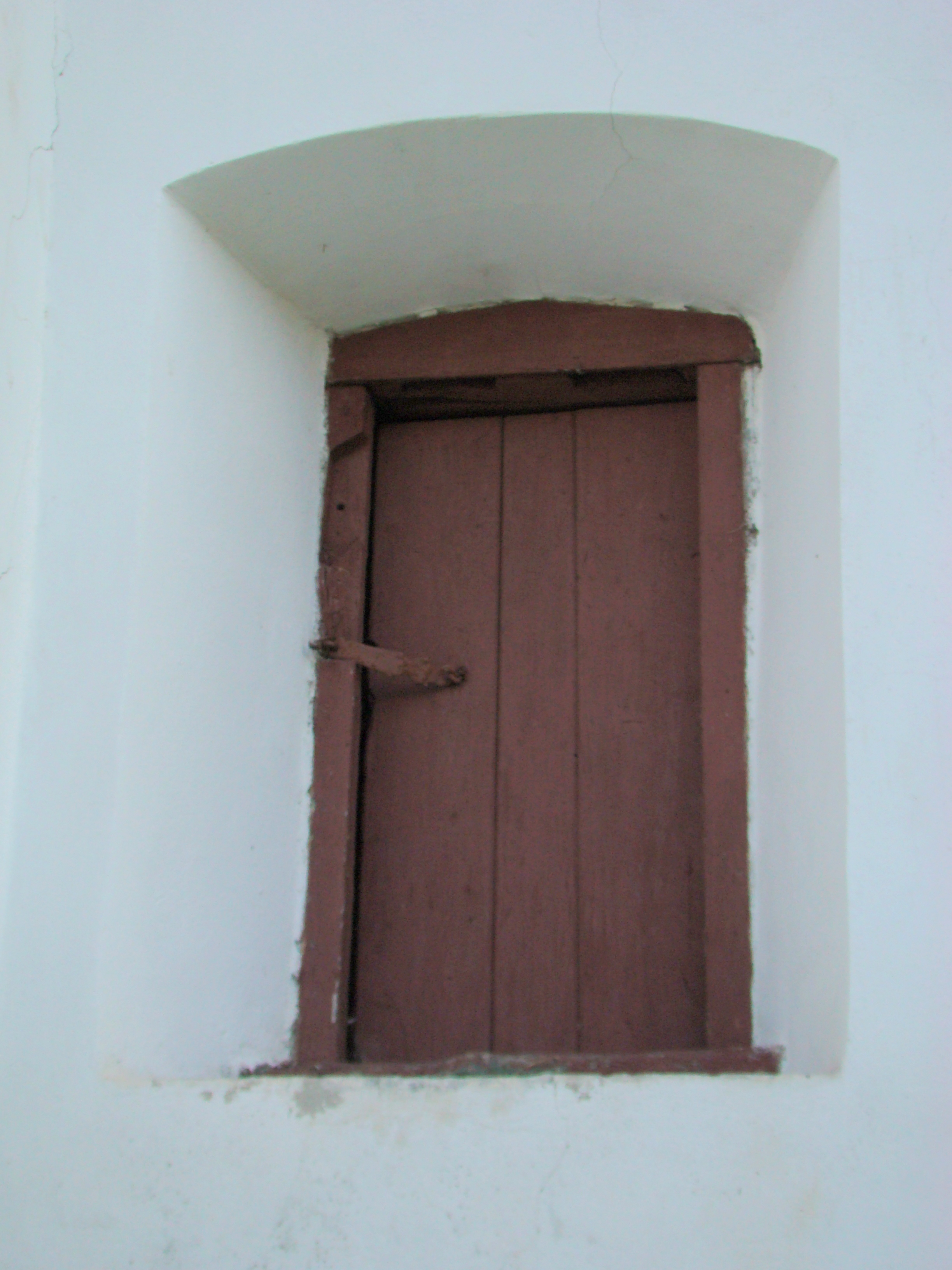
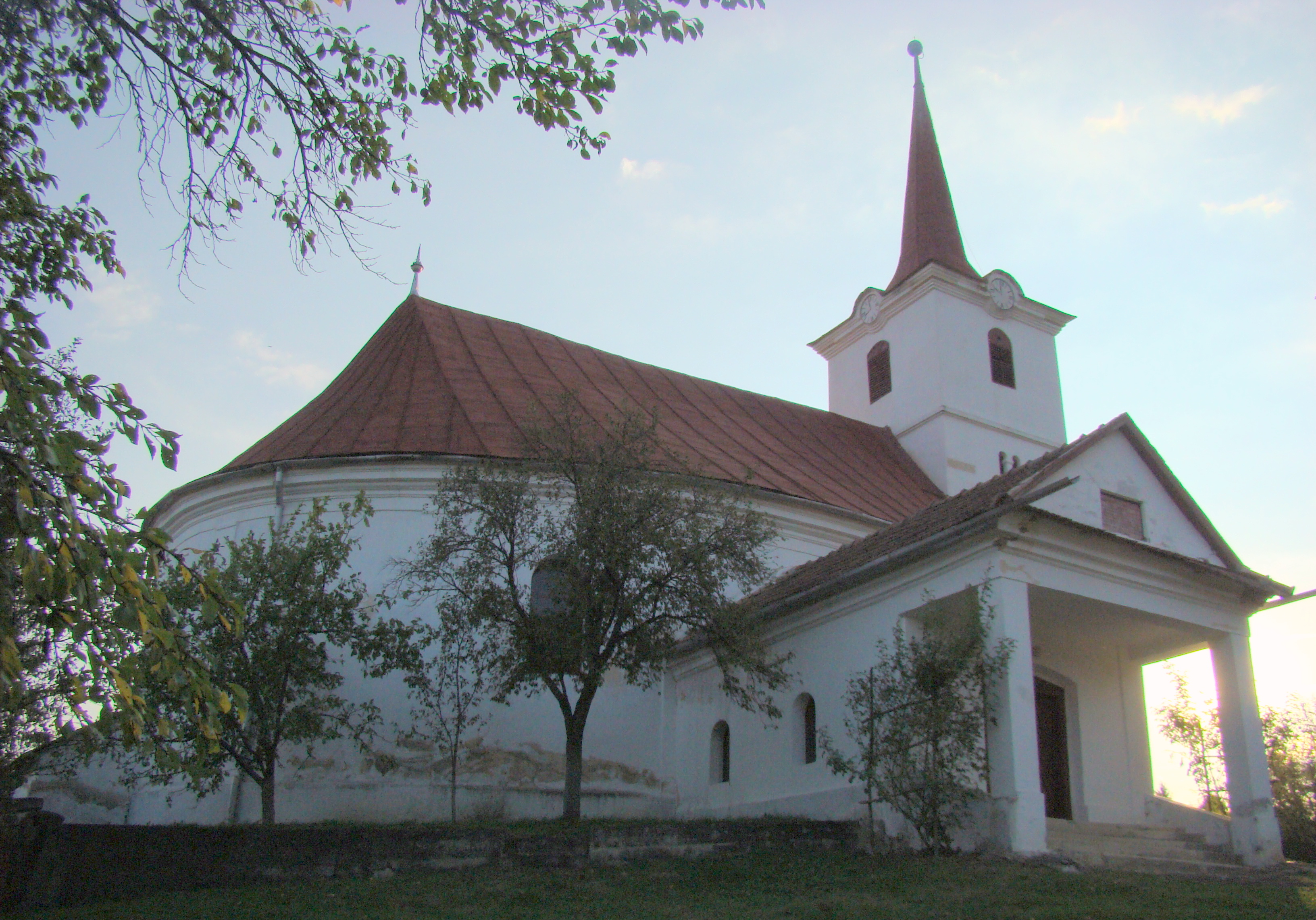
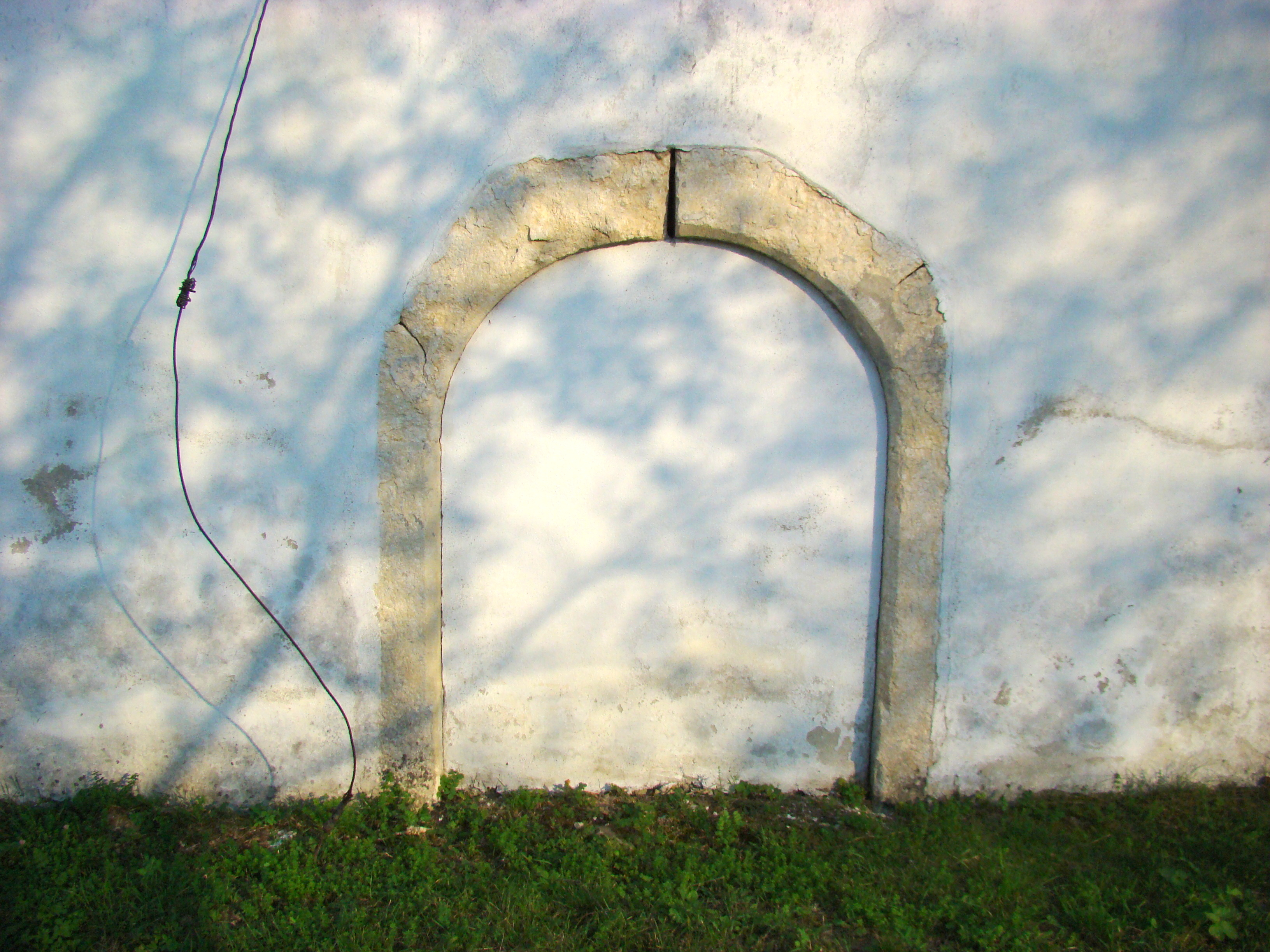
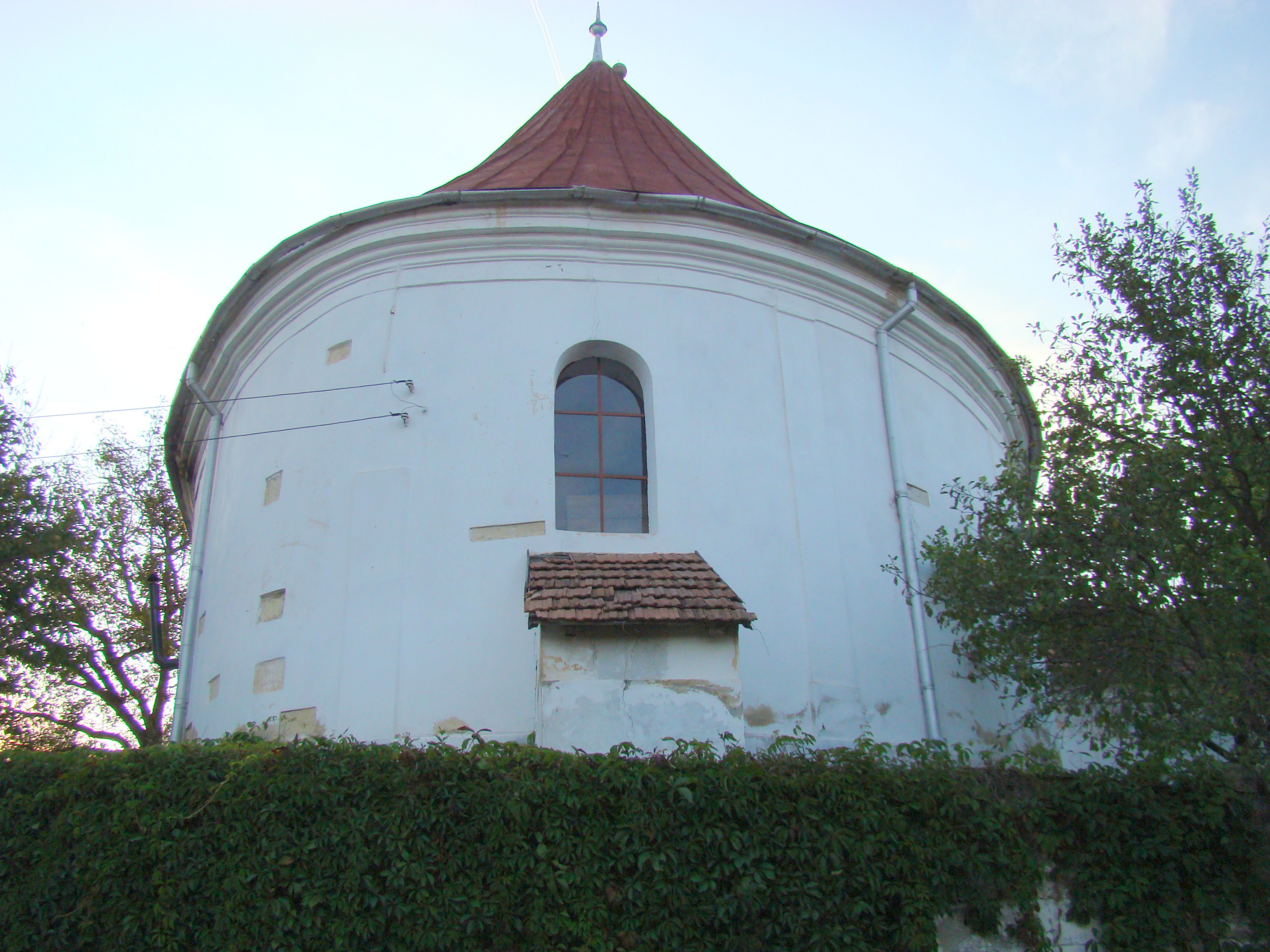
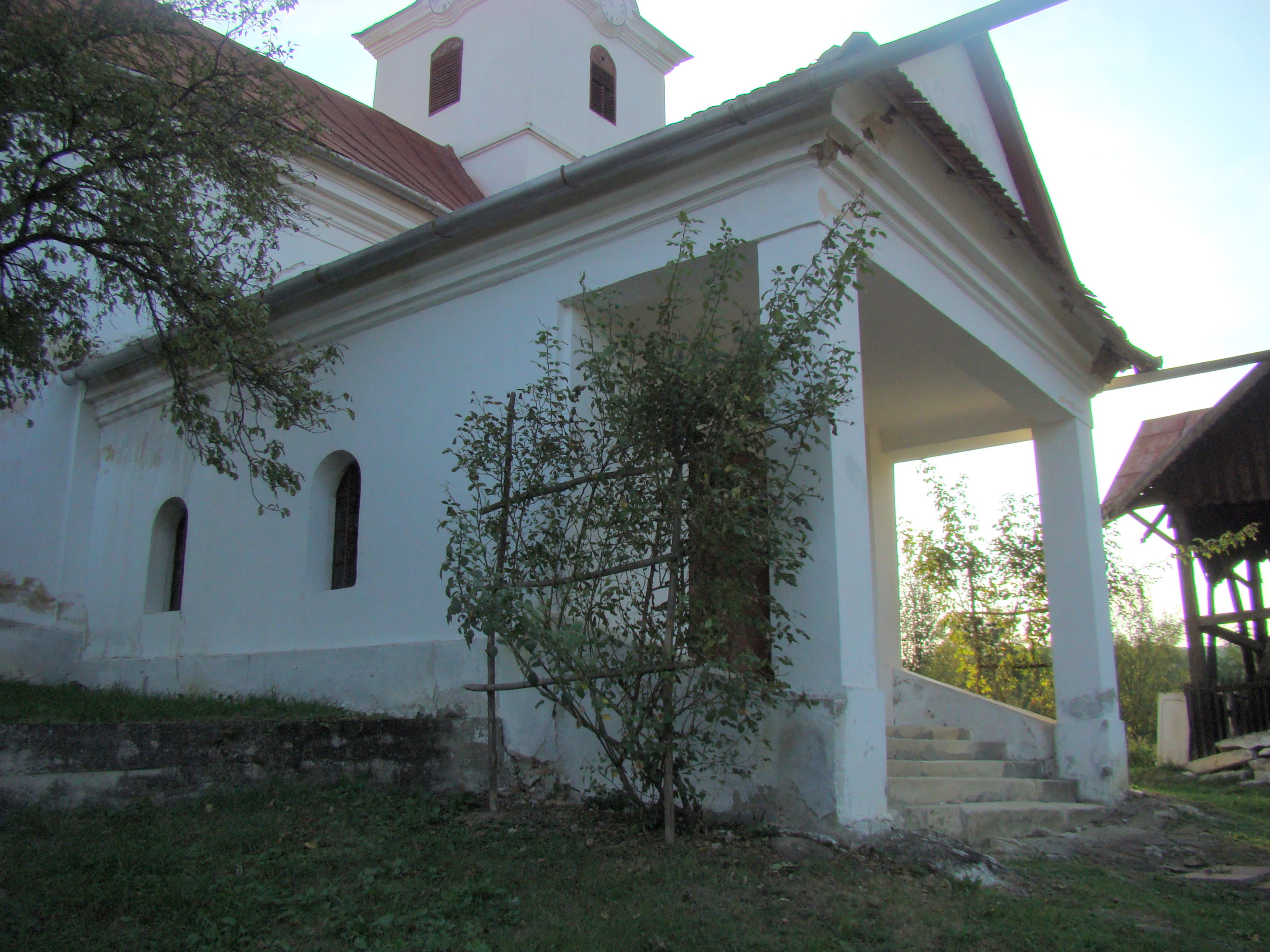
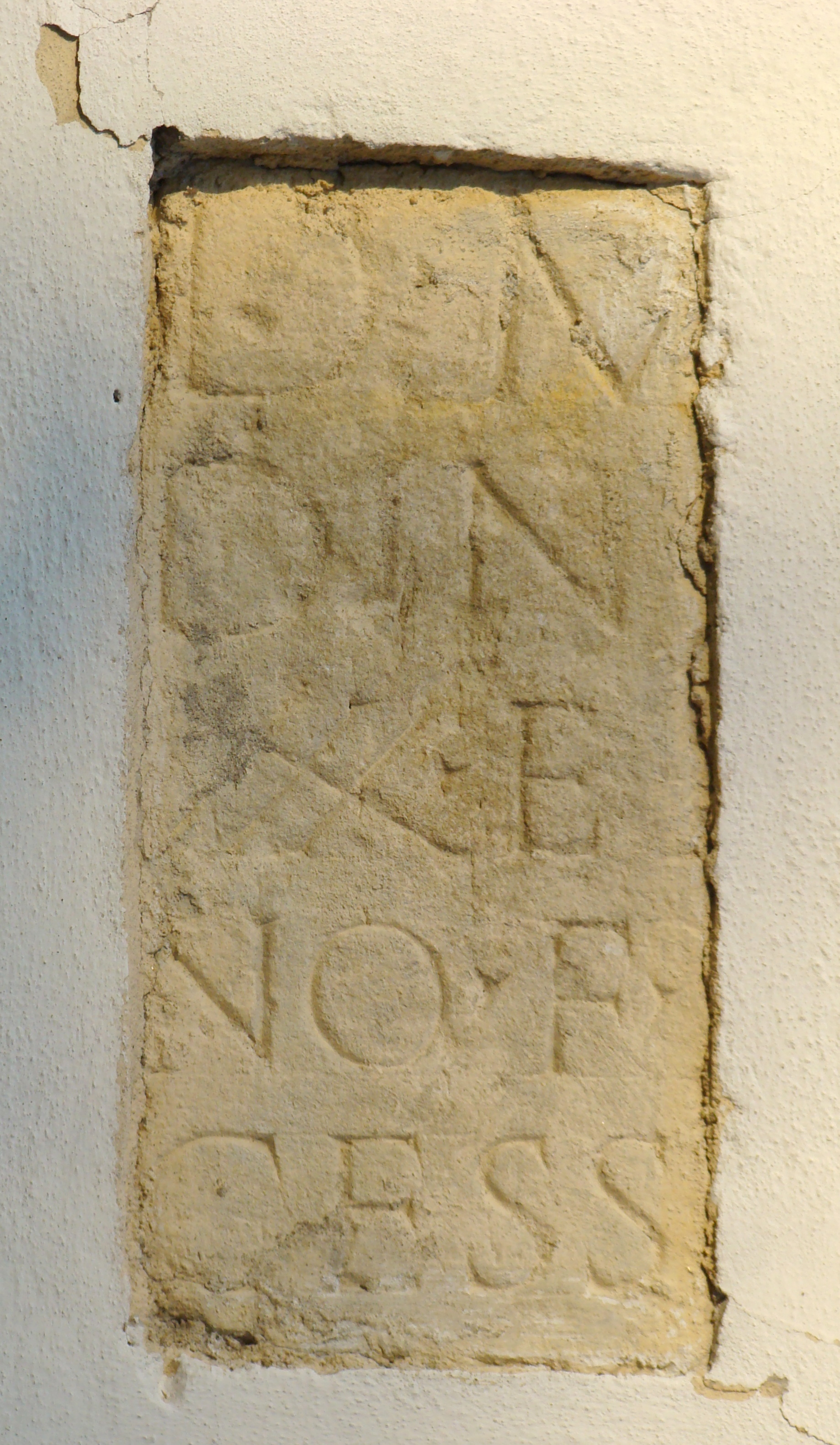
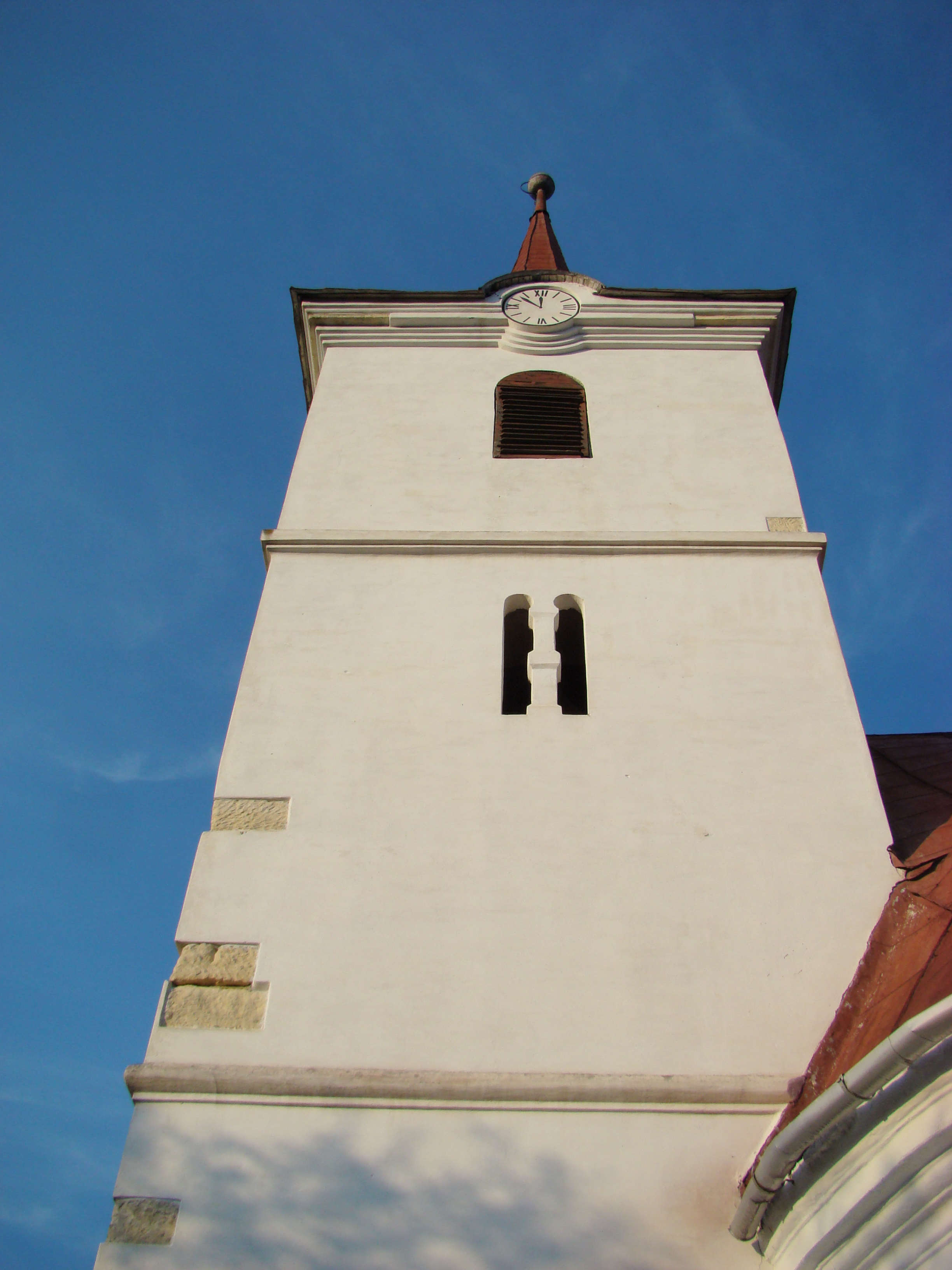
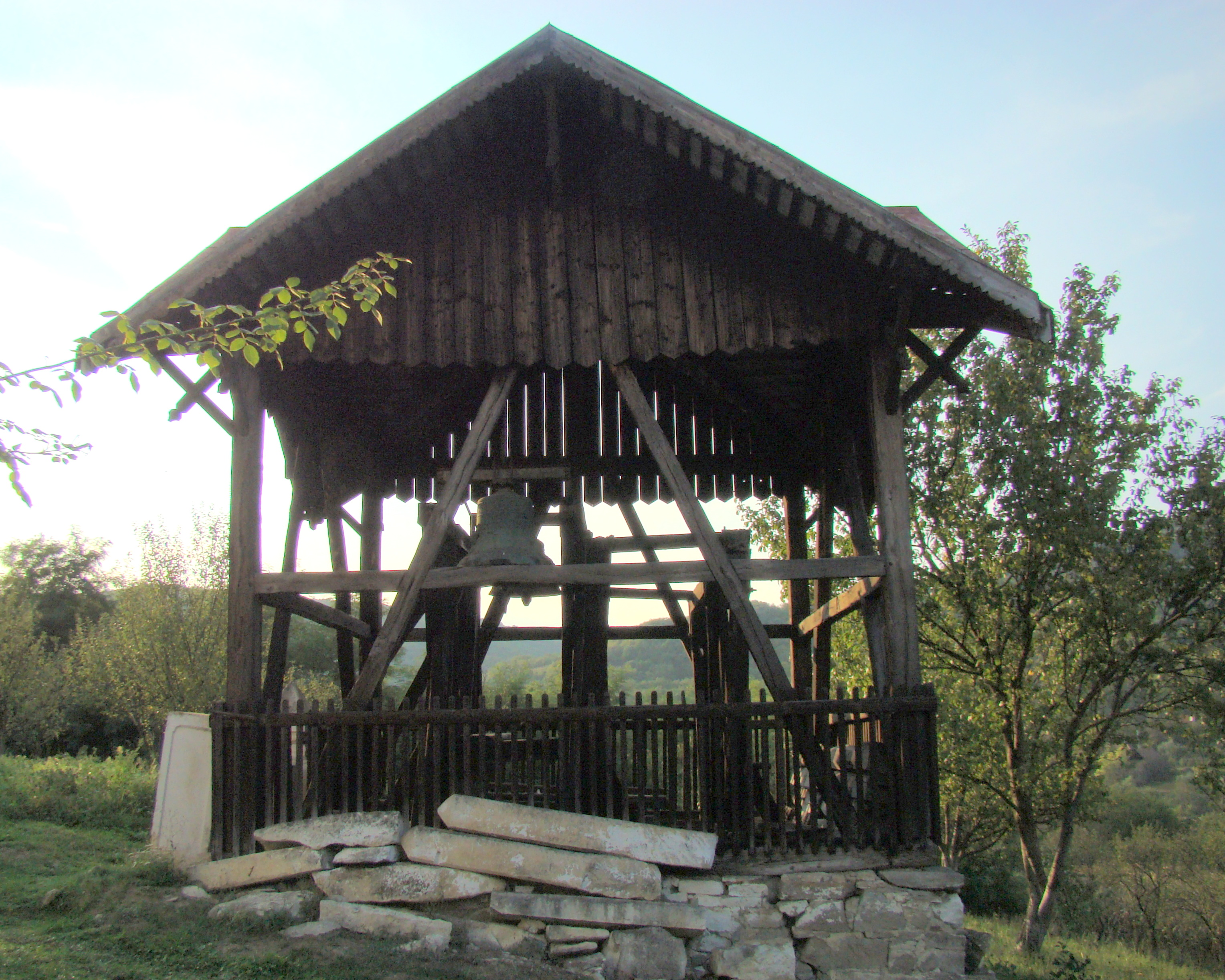
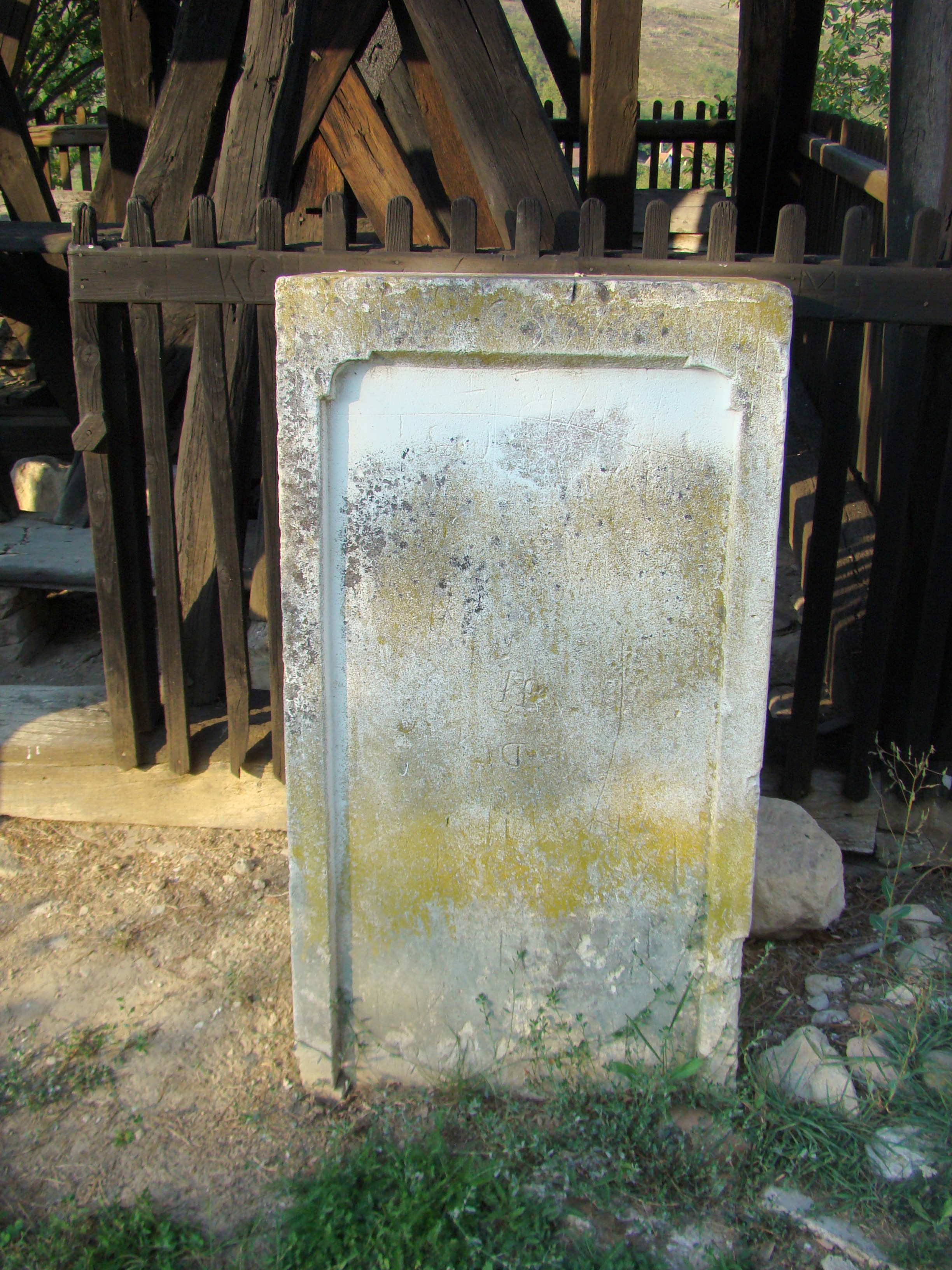
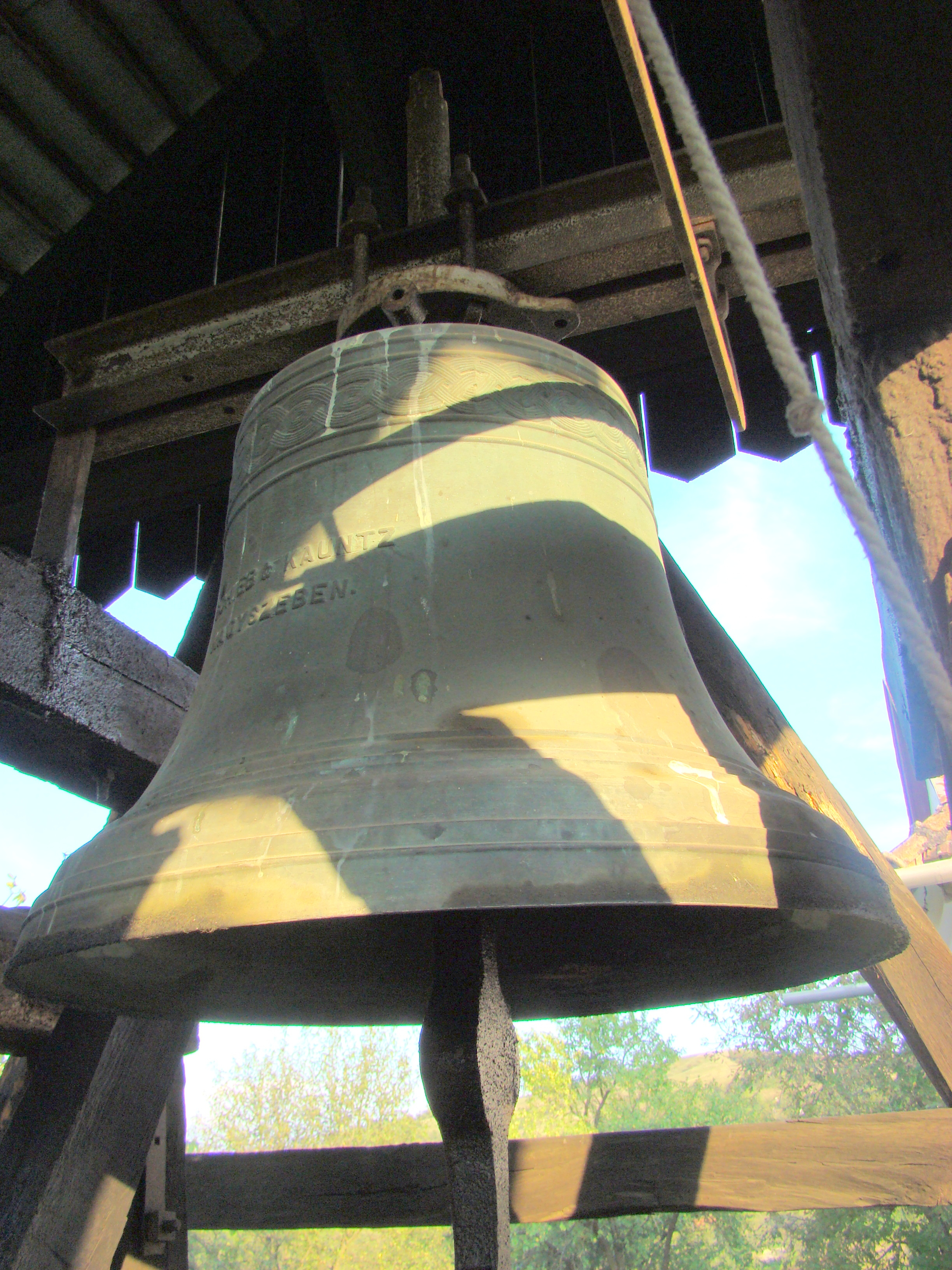
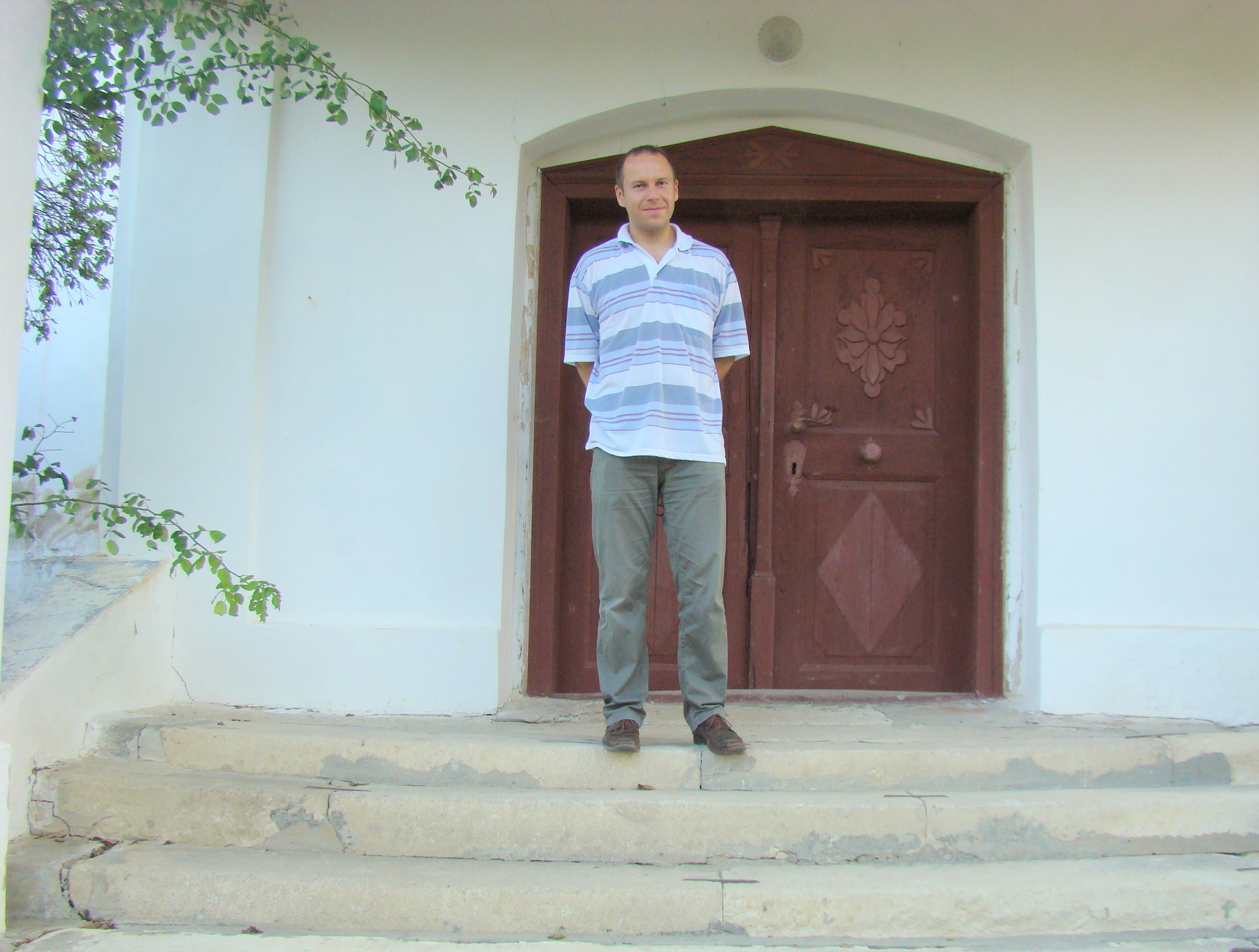
Pastorul reformat din satul Stejeriș: Oláh Mátyás
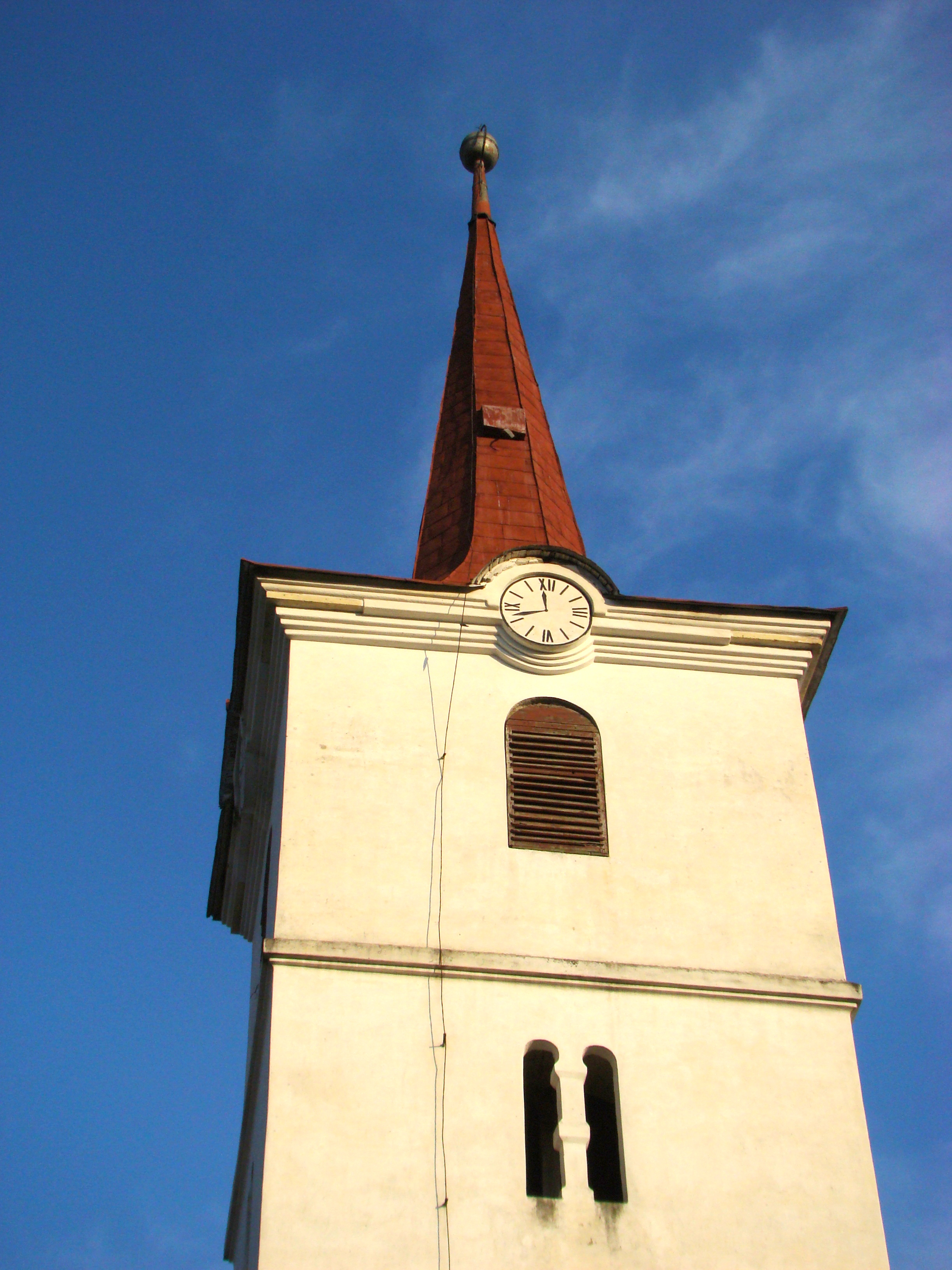

## Imagini din interior

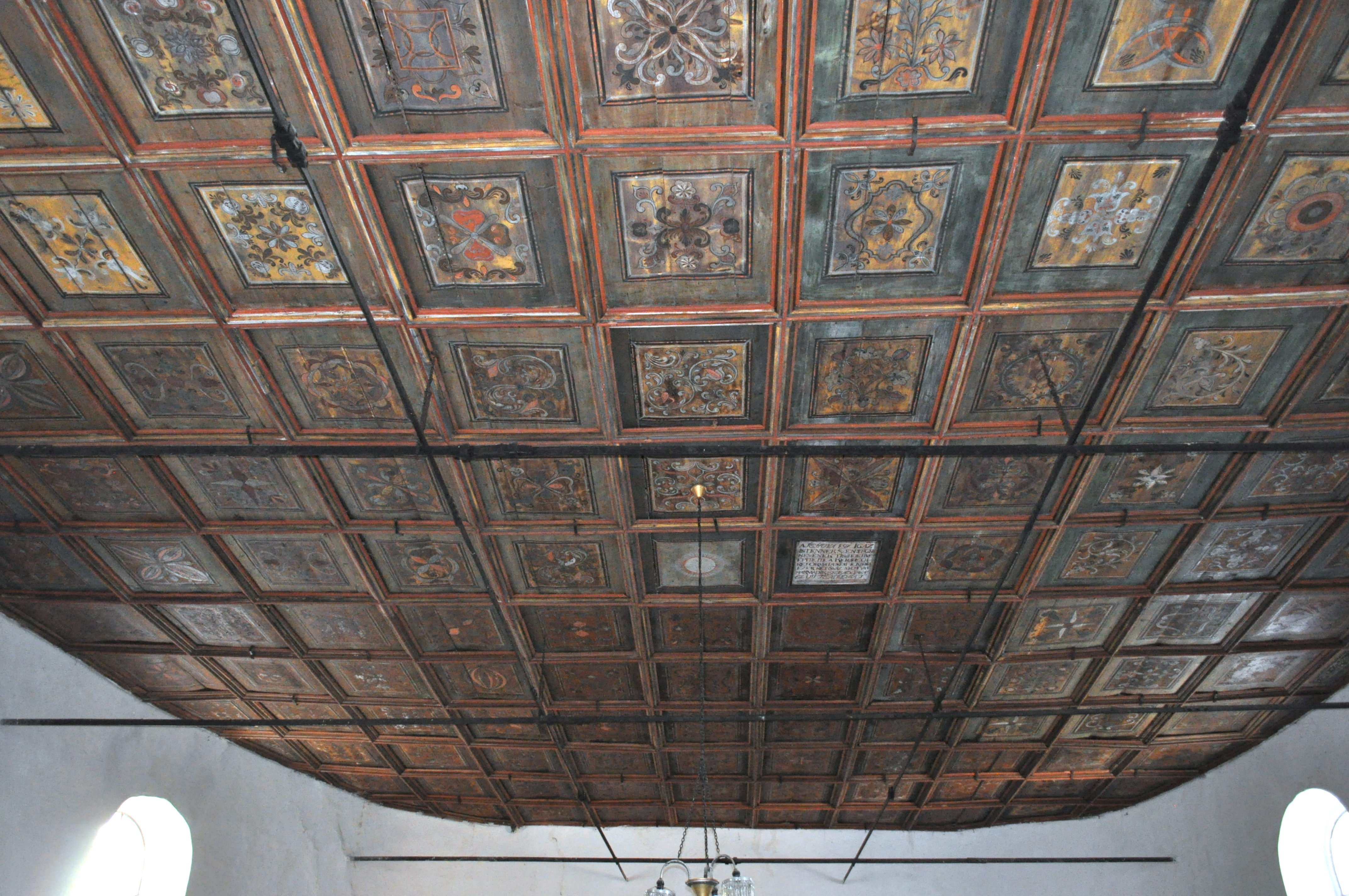
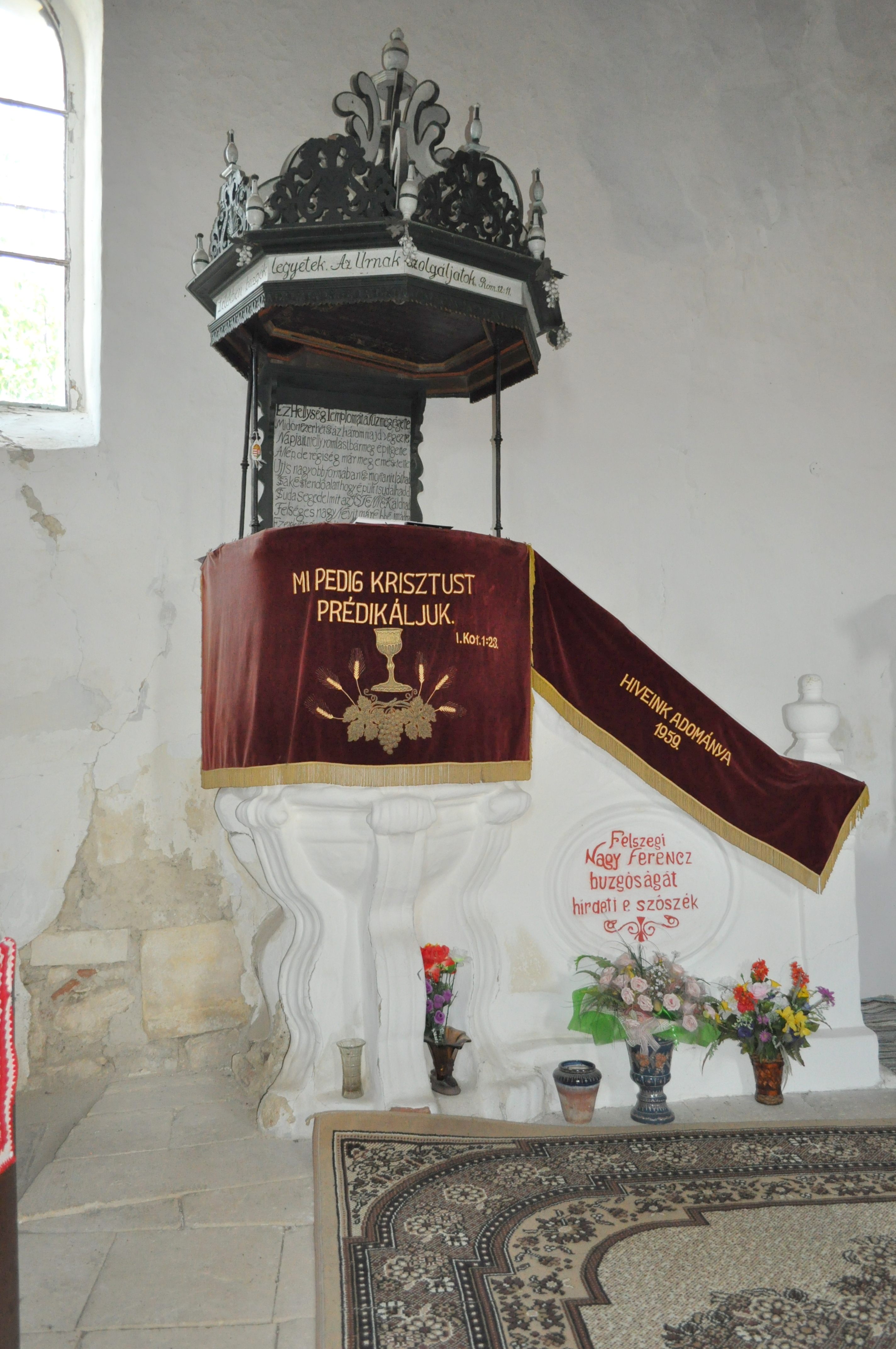
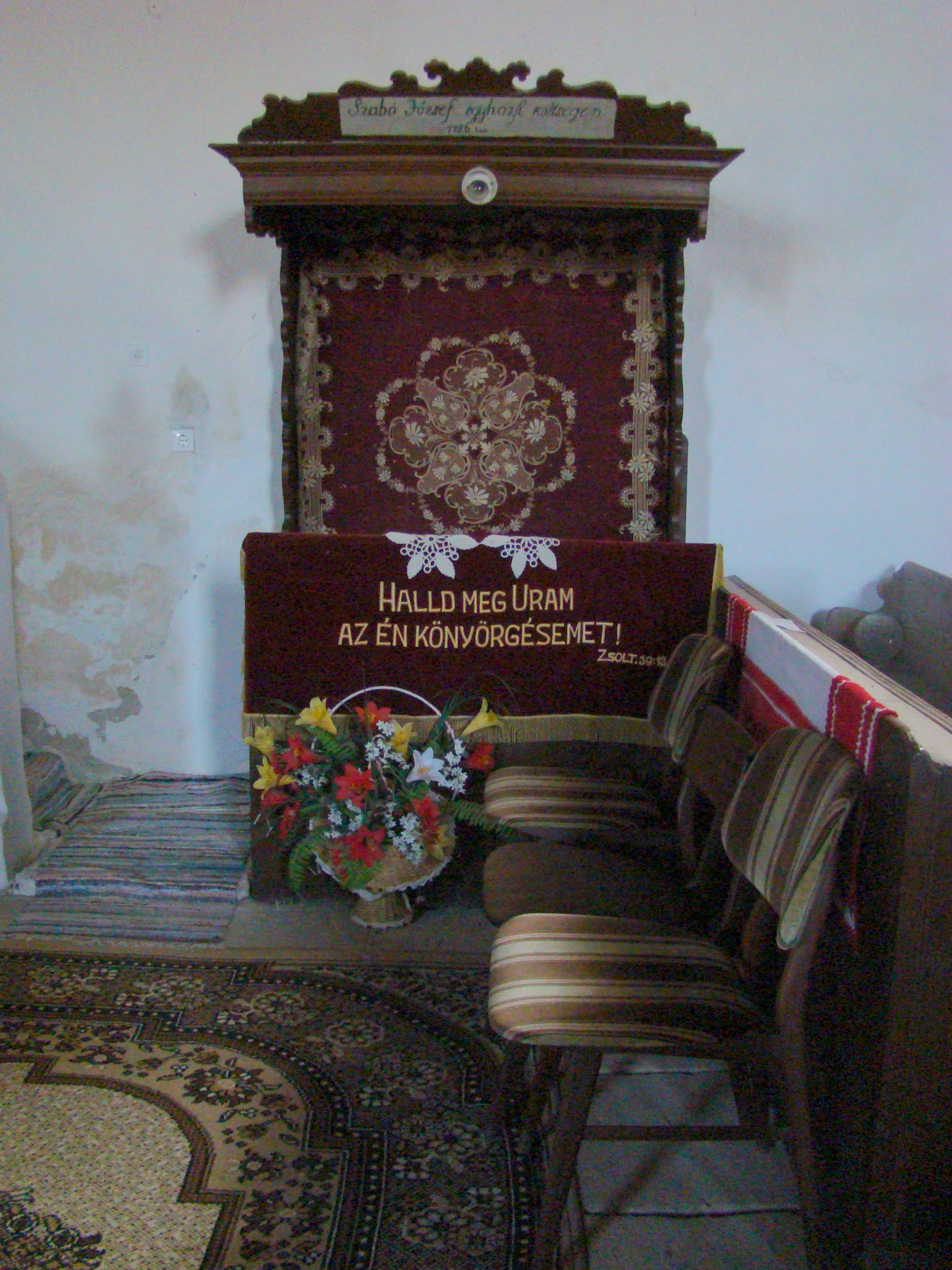
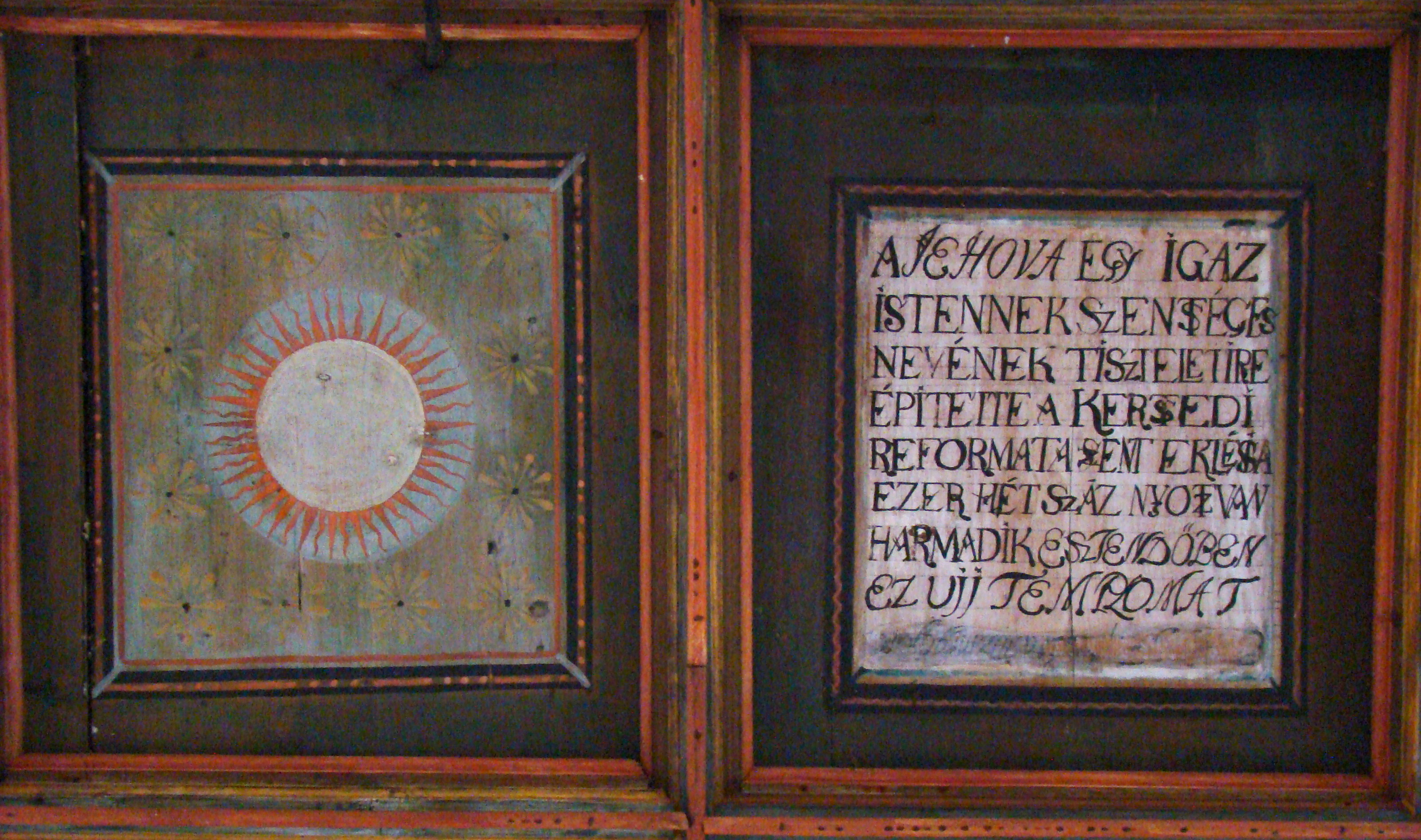
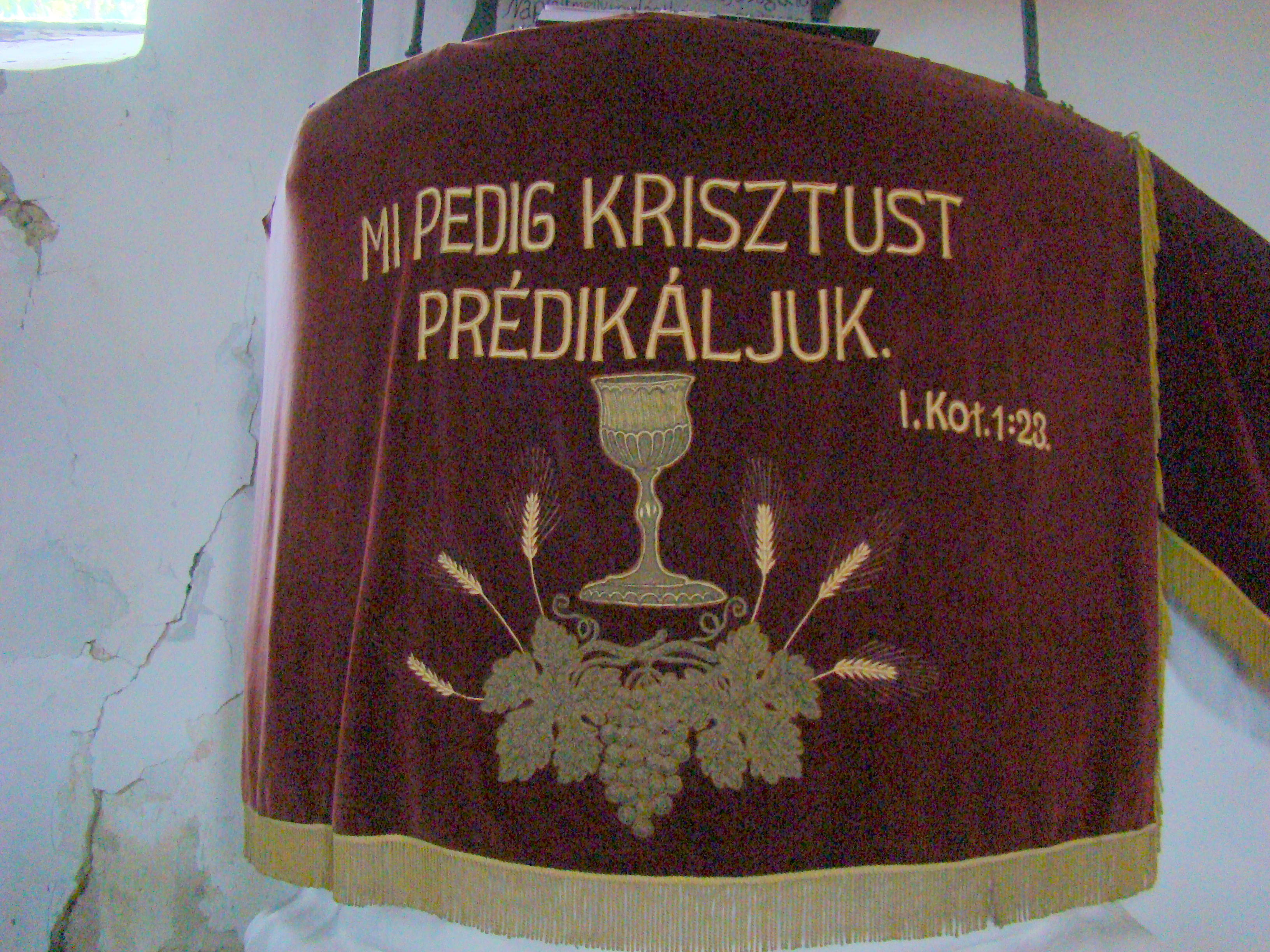
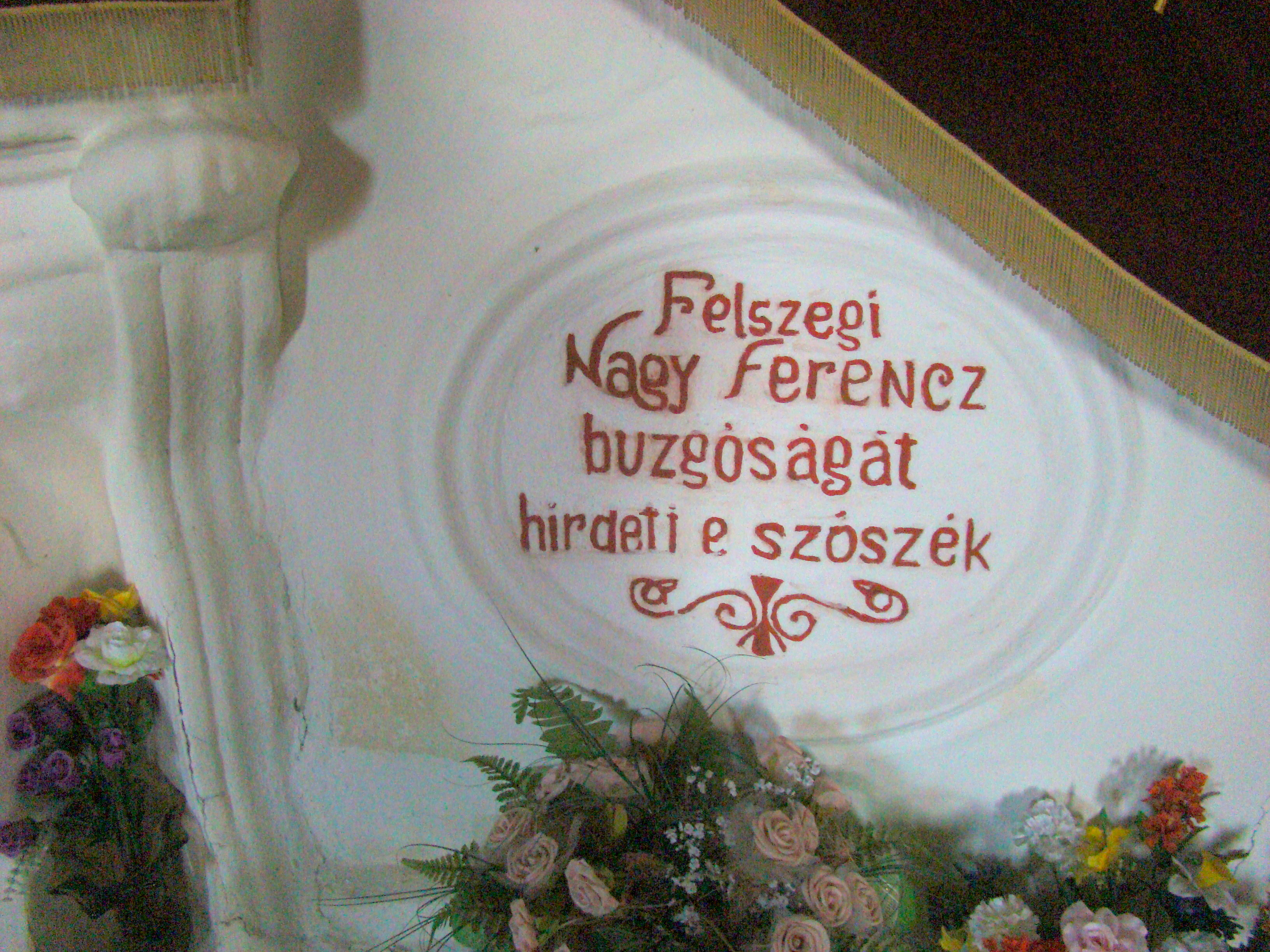
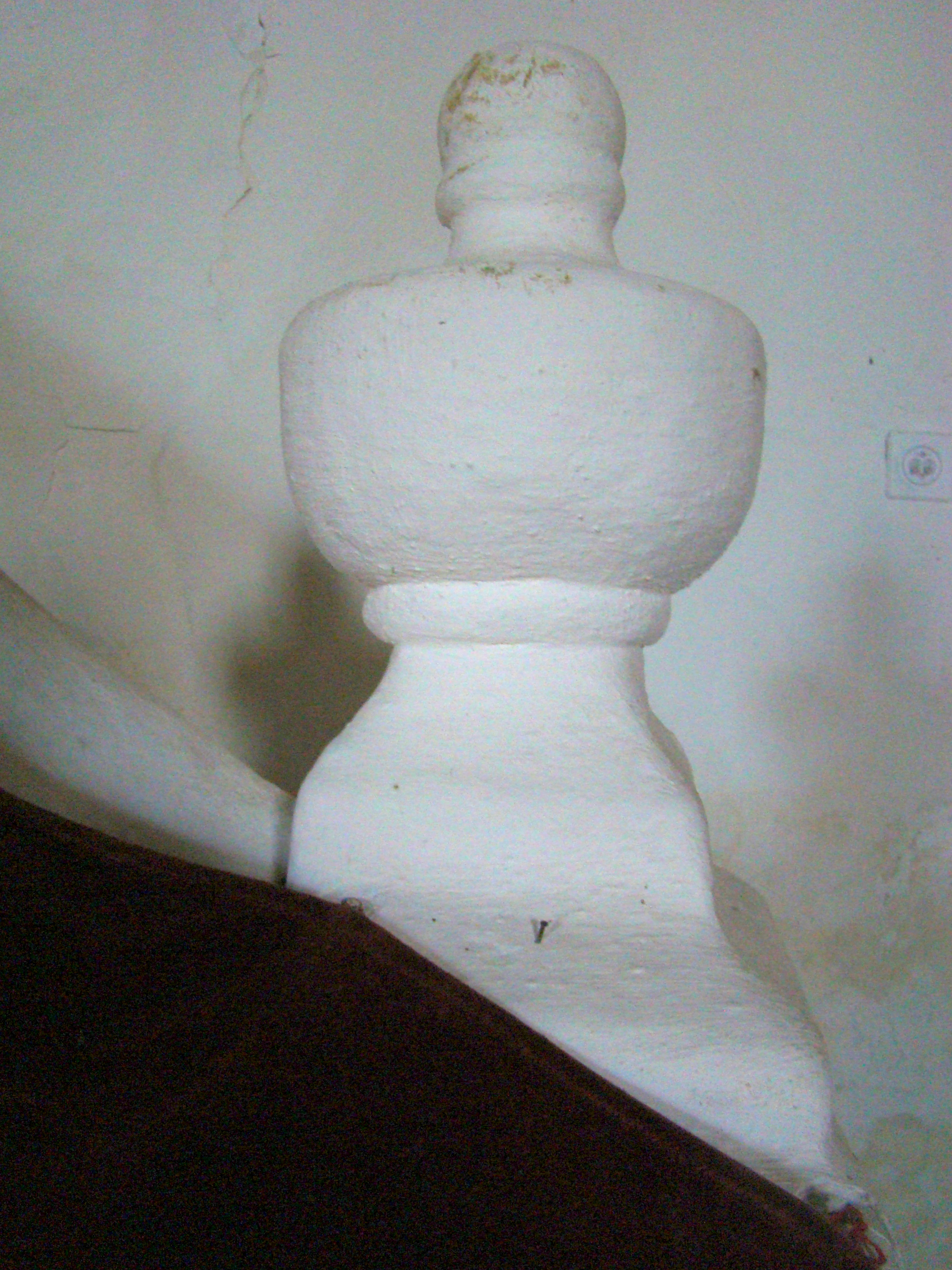
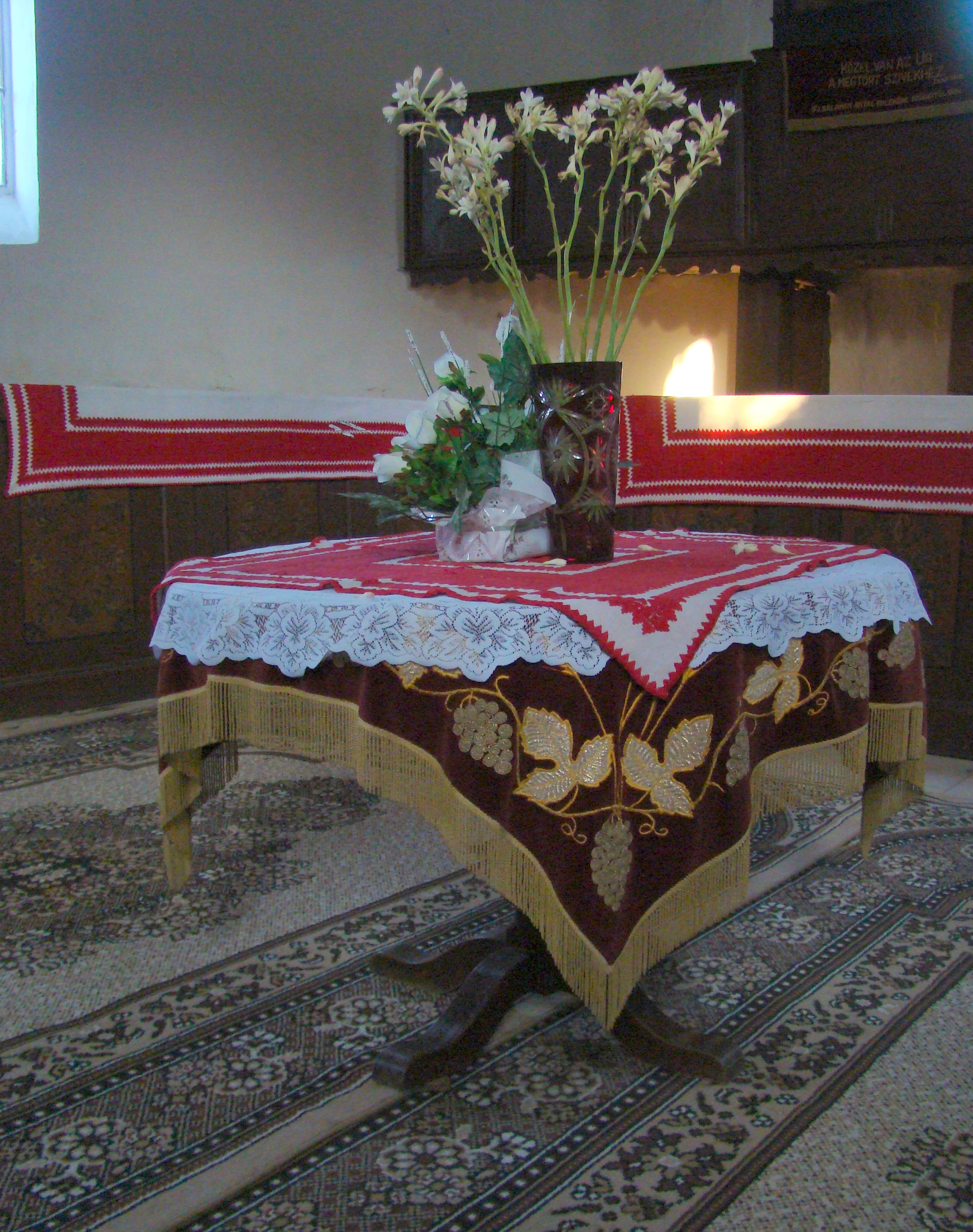
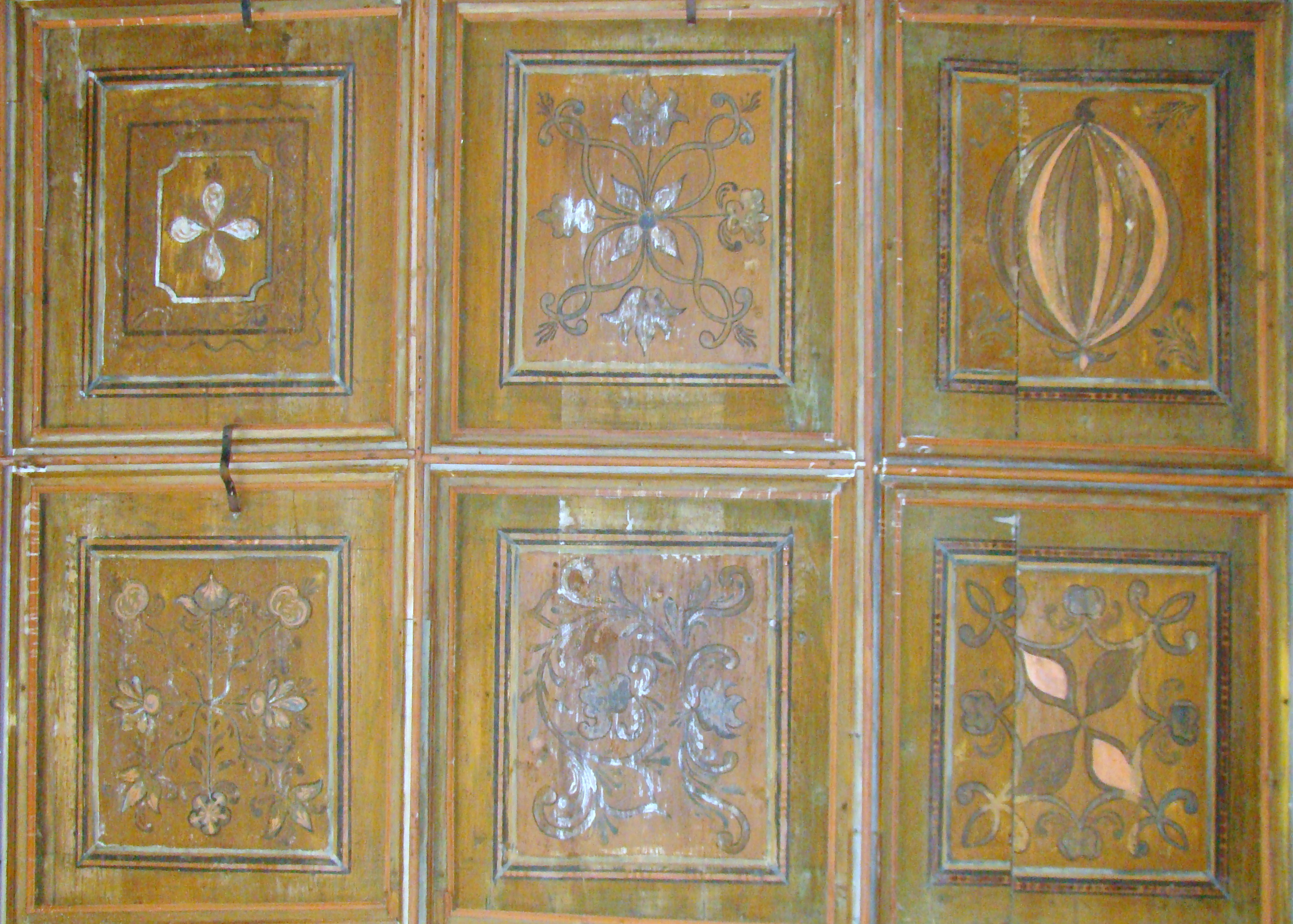
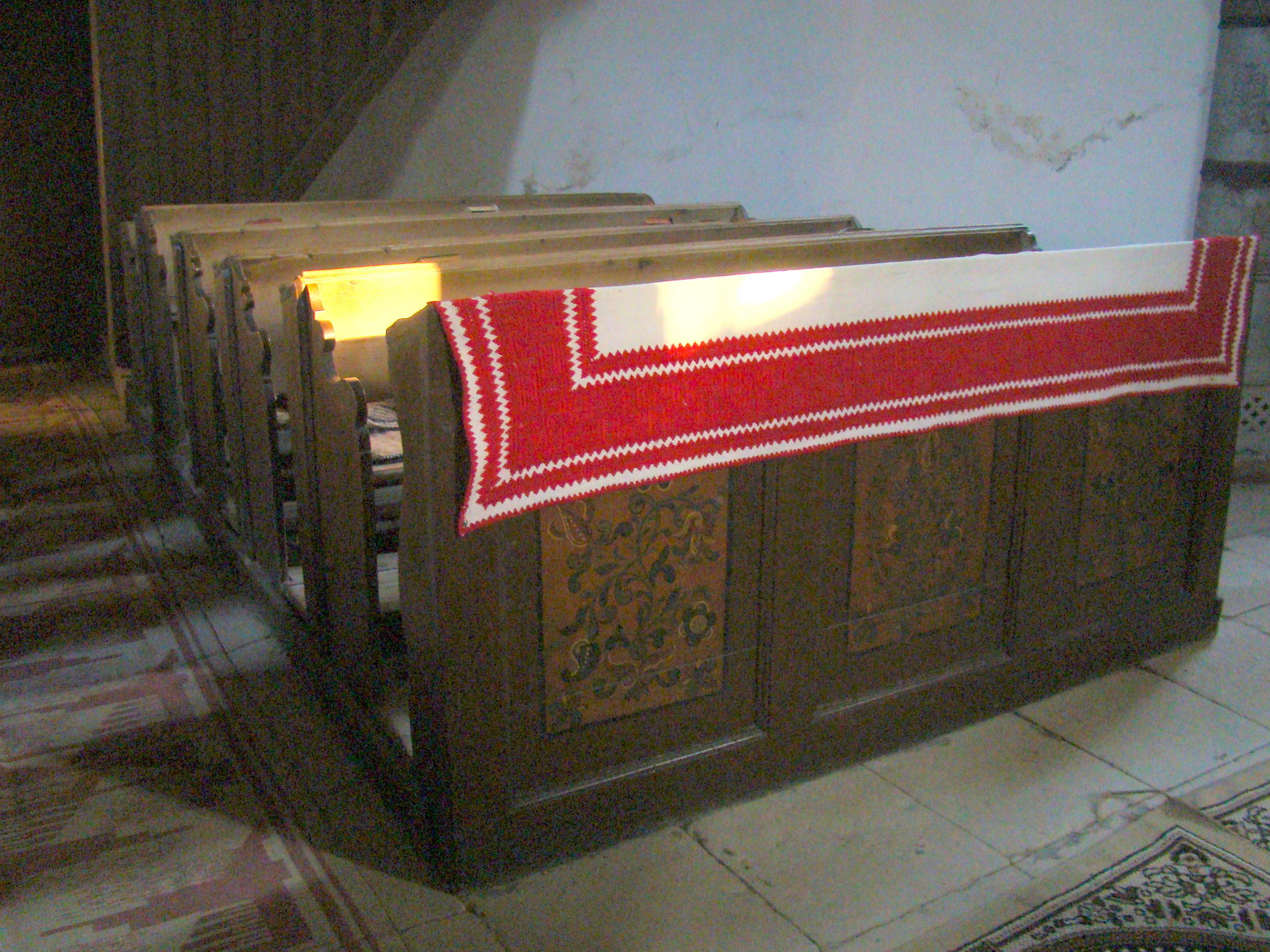
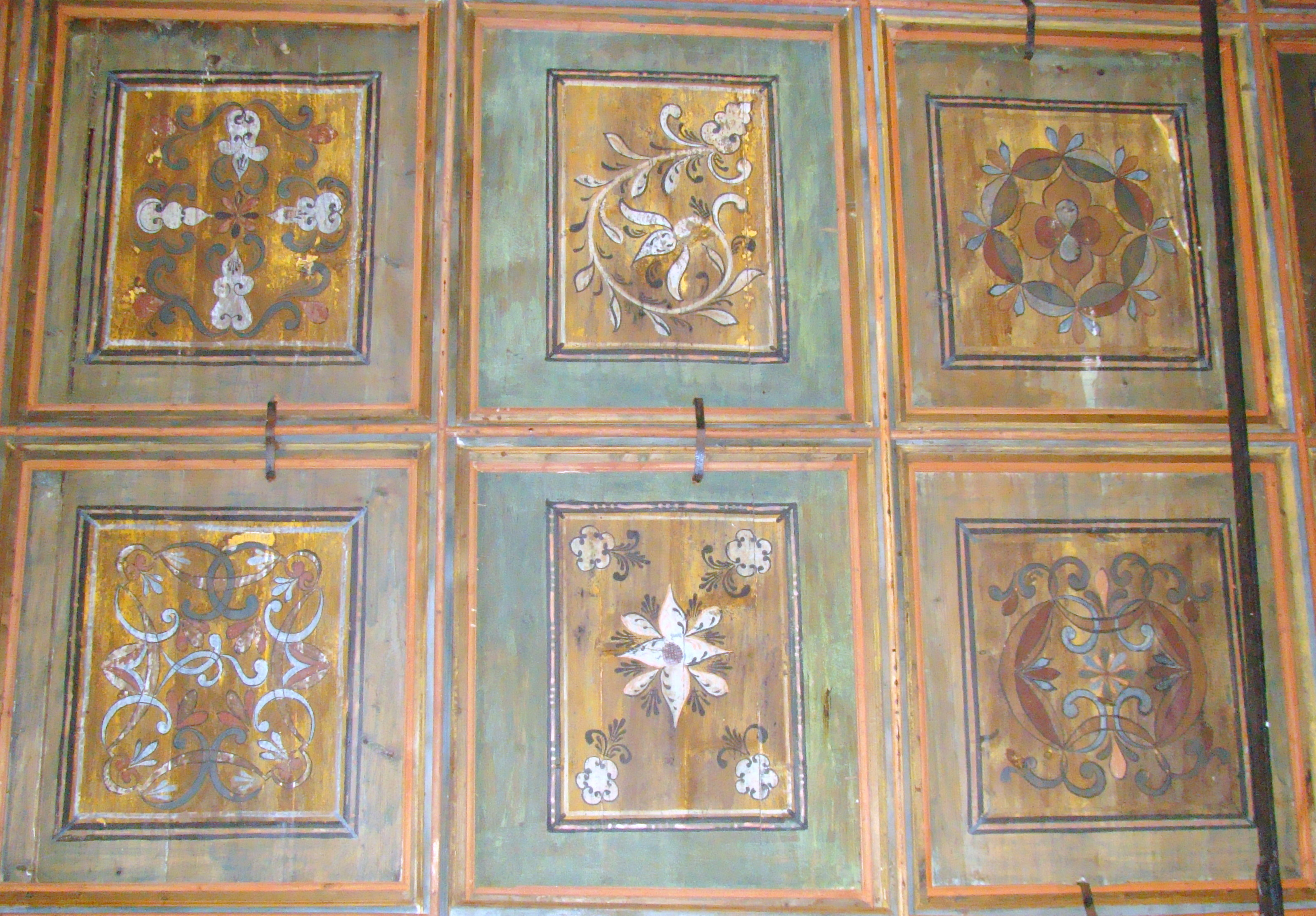
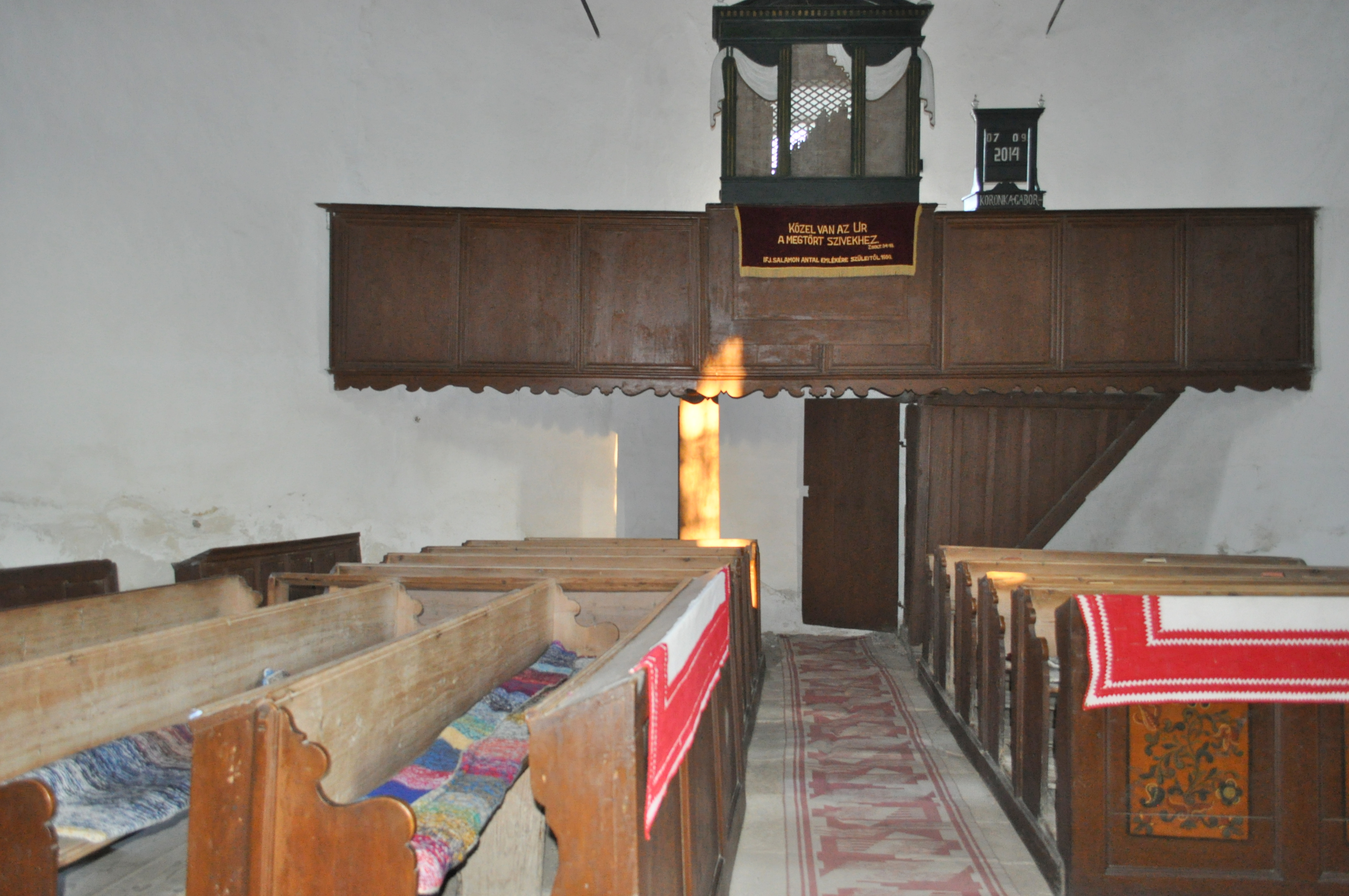
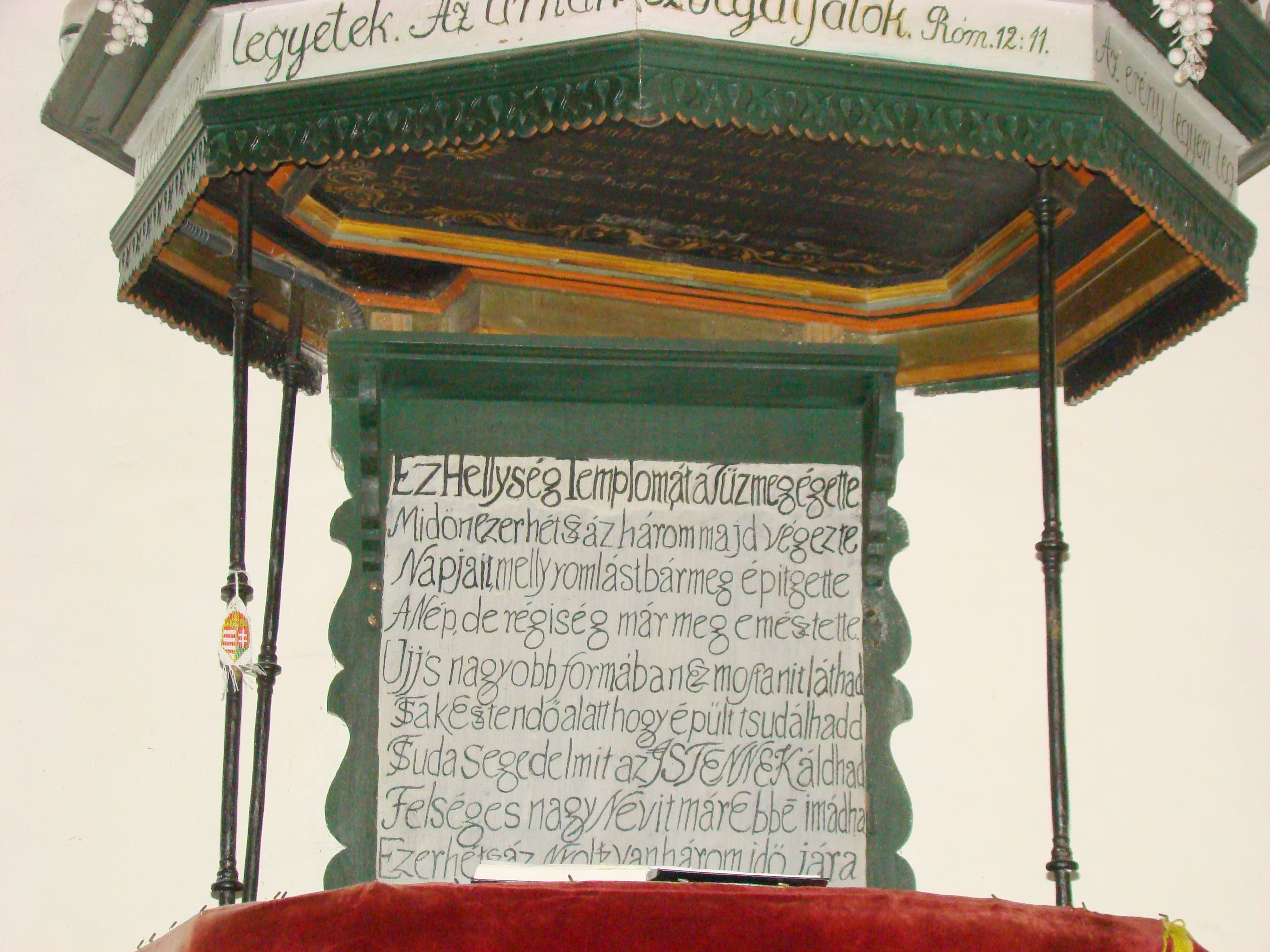
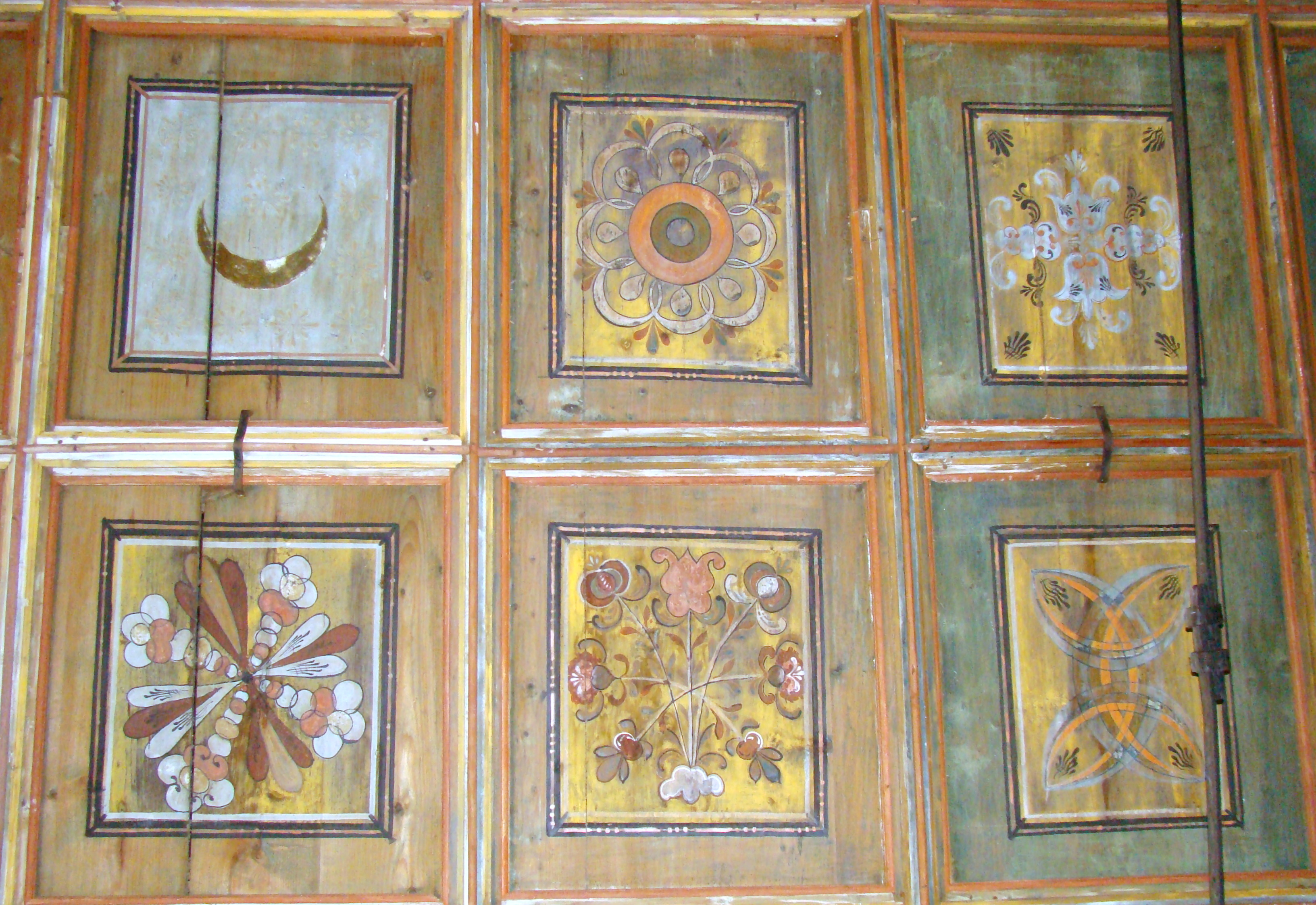
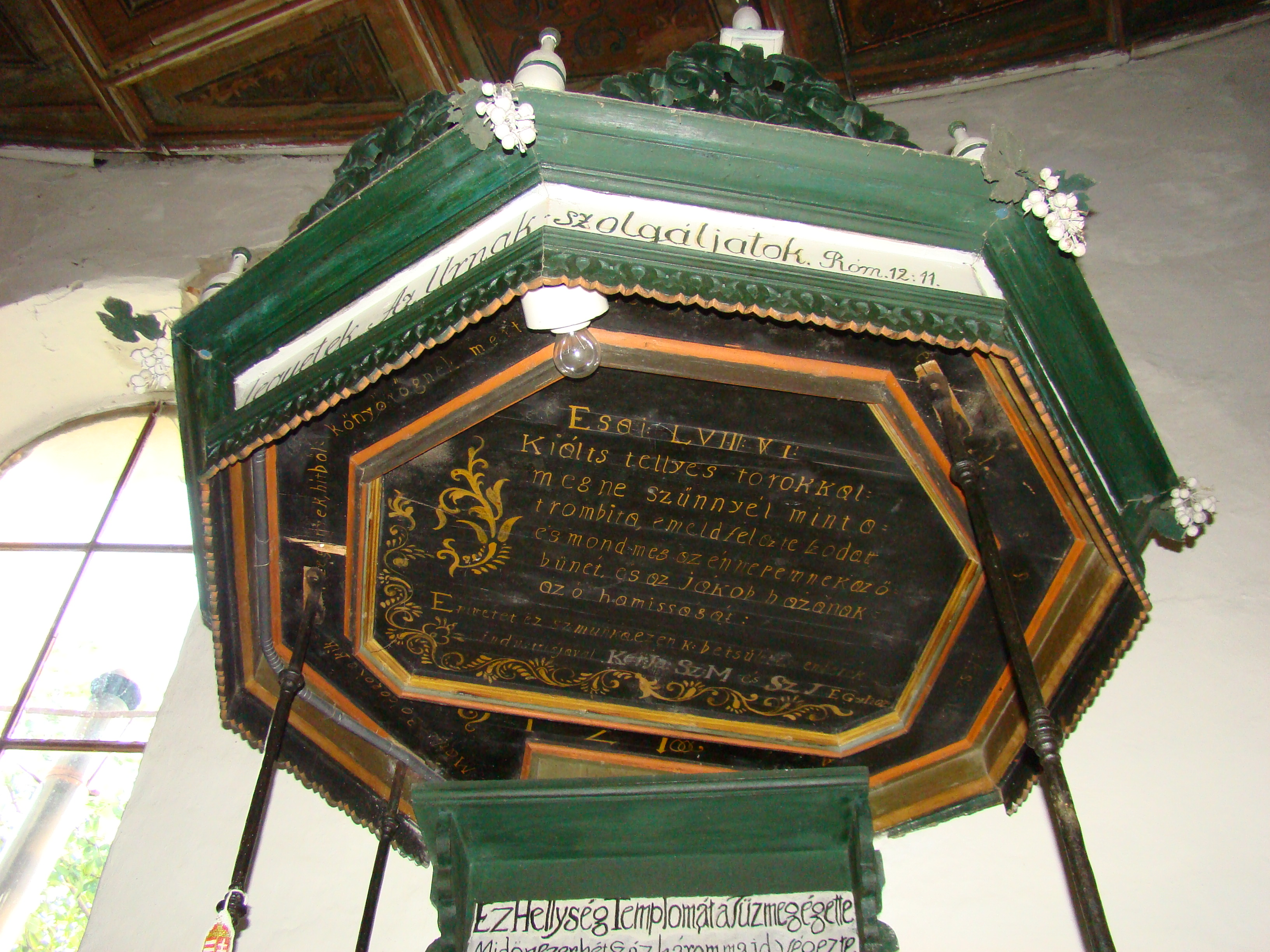
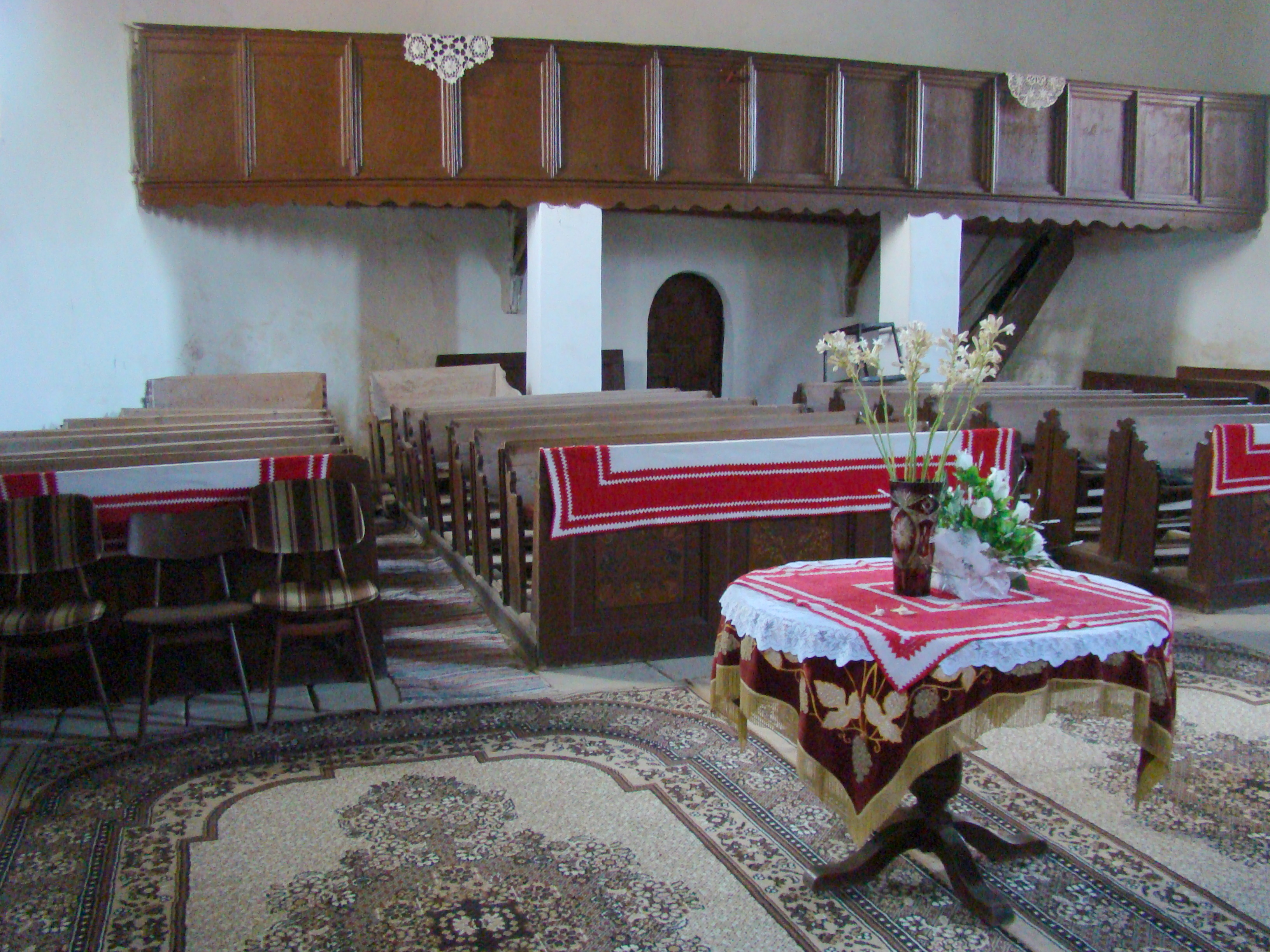
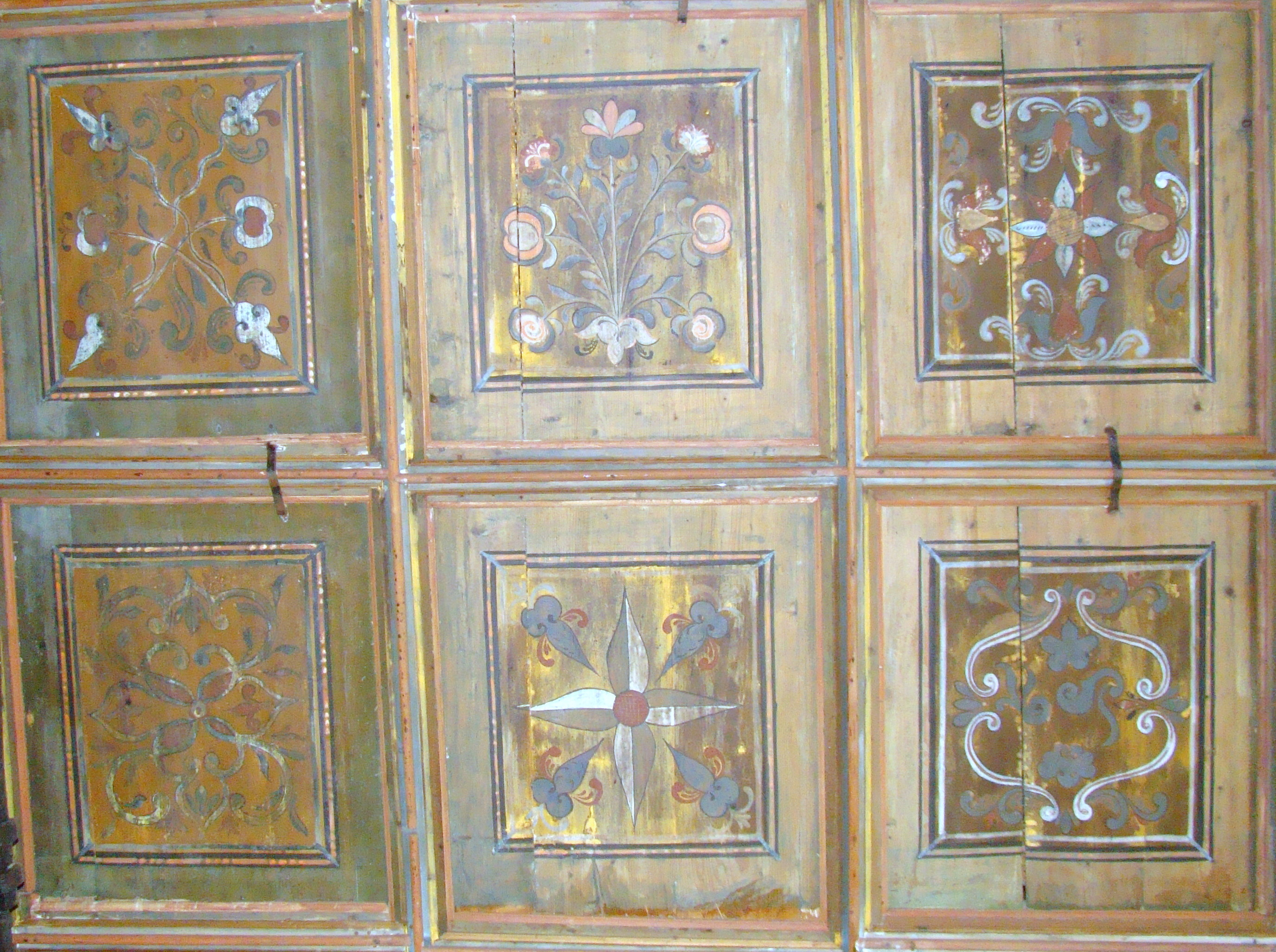